# ایران پهلوی
ایران پهلوی یا کشور شاهنشاهی ایران به دوران پادشاهی پهلوی، از ۱۳۰۴ تا ۱۳۵۷ خورشیدی، در این دوران، ایران از غرب با ترکیه و عراق، از شمال با اتحاد جماهیر شوروی، از شرق با افغانستان و پاکستان همسایه بود و از طرف جنوب با کشورهای حاشیه شاخاب فارس مرز دریایی داشت. تهران پایتخت این کشور بود و در سال ۱۳۵۷، این کشور بالغ بر ۳۷ میلیون نفر جمعیت داشت.

## پیشینه

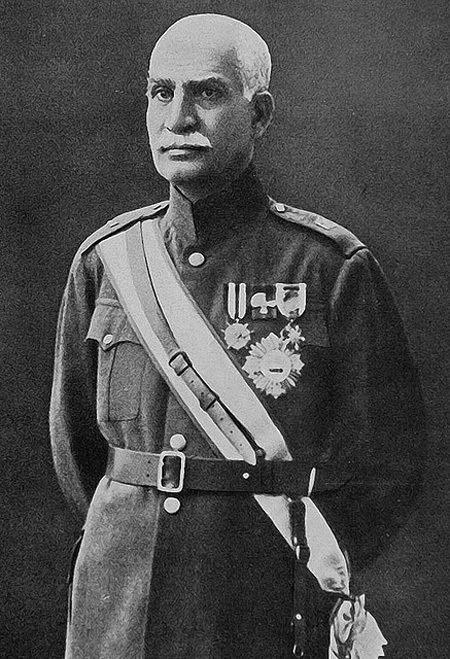
رضاشاه در سال ۱۳۱۸

پس از کودتای ۳ اسفند ۱۲۹۹، میان سال‌های ۱۳۰۰ تا ۱۳۰۴، رضاشاه — نخست به عنوان وزیر جنگ و سپس نخست‌وزیر در دوران احمدشاه — ارتشی را ساخت که به ایران وفادار بود. او همچنین توانست نظم سیاسی را در کشوری که سال‌ها جز آشفتگی چیزی ندیده بود، ایجاد کند. تحکیم اقتدار و پیشبرد اصلاحات وی، ادامه یافت تا اینکه هواداران او در مجلس در ۹ آبان ۱۳۰۴، پایان قاجاریان را اعلام کرده و در ۲۱ آذر همان سال، پادشاهی ایران رسماً به وی سپرده شد. تاج‌گذاری رضاشاه نیز در ۴ اردیبهشت ۱۳۰۵، انجام شد.
در دوران پادشاهی رضاشاه، بازسازی آموزشی و قضایی ایران، انجام شد که اساس یک دولت مدرن ایرانی را بنا نهاد و از نفوذ طبقات مذهبی، کاست. طیف گسترده‌ای از امور حقوقی که پیش‌تر در کنترل مذهب شیعه بود، دیگر یا توسط دادگاه‌های سکولار اداره می‌شد یا توسط بوروکراسی‌های دولتی نظارت می‌شد که در نتیجه، وضع زنان کشور بهبود یافت. سنت حجاب زنان منع شد، حداقل سن ازدواج افزایش یافت و قوانین سختگیرانهٔ مذهبی طلاق، منصفانه‌تر شدند. شاه جدید همچنین شمار و دسترسی‌پذیری آموزشگاه‌های سکولار را برای هم پسران هم دختران، افزایش داد و دانشگاه‌های بزرگی چون دانشگاه تهران ساخته شد تا یکی دیگر از انحصارهای روحانیت ایران، این بار در آموزش، از بین برود. در همین حال، در دوران وی، مطبوعات در خفقان بودند. نیاز به گسترش بازرگانی و تهدیدهای احتمالی از سوی بریتانیا و شوروی، رضاشاه را به گسترش روابط تجاری با آلمان نازی در دههٔ ۱۳۱۰ سوق داد.
رضاشاه نخستین شاه ایرانی پس از دوران هخامنشیان بود که یک ارتش دائمی را برای کشورش، سازمان داد. وی بهداشت در ایران را نیز سامان داد و در دورانش، بیمارستان‌هایی در تهران و استان‌های ایران، ساخته و تجهیز شدند. ساخت نخستین زیرساخت‌های همگانی مدرن ایران همچون نیروگاه، کارخانه‌های نوین، سیستم ترابری جدید، سیستم ارتباطات انسانی، نهادهای مالی و ادارات نیز در همین دوره انجام شد. فناوری نیز در بسیاری از عرصه‌ها حتی کشاورزی، دخیل گشت.
در تیرماه ۱۳۱۶، پیمان سعدآباد با درون‌مایهٔ اتحاد، میان ایران، افغانستان، ترکیه و عراق نوشته شد. منش سیاسی رضاشاه، تبلیغات منفی قدرتمندی علیه او ایجاد کرد و بریتانیا که از دیرباز به شخص رضاشاه بدبین بود، روابط ایران با ایتالیا، فرانسه و آلمان را نیز سبب نگرانی دانست؛ تبلیغات رسانه‌ای علیه رضاشاه، پس از روابط ایران با ژاپن در سال ۱۹۳۹، شدت گرفت. با رخ دادن جنگ جهانی دوم، با وجود اعلام بی‌طرفی، بریتانیا و شوروی ایران را اشغال کرده و رضاشاه را با اعمال فشار برکنار کردند. بریتانیا در هنگام اشغال ایران توانست چند تهدید دیگر هم از بین ببرد؛ برای مثال، ناوگان دریایی ایران که در حال شکل‌گیری بود را به همراه دریادارانی همانند غلامعلی بایندر، از میان برداشت. پس از اشغال ایران، بریتانیا و شوروی به محمدعلی فروغی پیشنهاد دادند که رسماً جمهوریت را اعلام کند که وی مخالفت کرد. کمی بعد، آشکار شد که بریتانیا و شوروی خواستار کنار زدن رضاشاه هستند و این دو، در نهایت از سلطنت پسر او، محمدرضا پهلوی حمایت کردند.

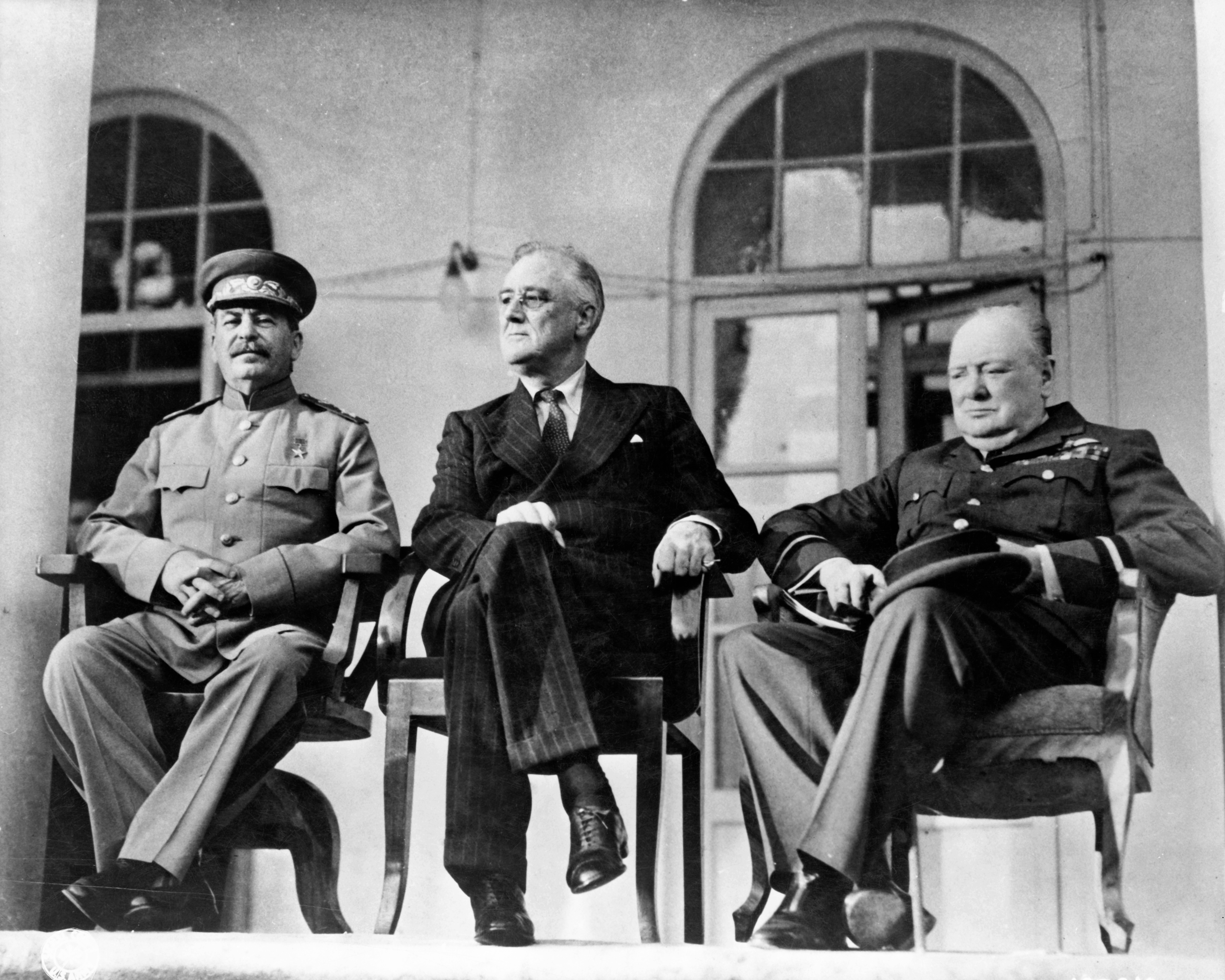
کنفرانس تهران با شرکت وینستون چرچیل، فرانکلین دی. روزولت و ژوزف استالین (۱۳۲۲)

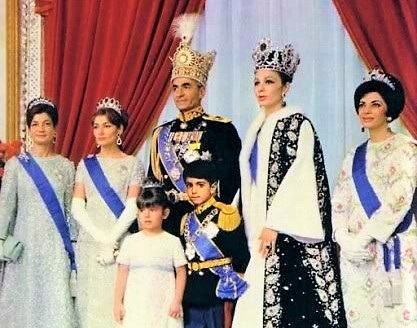
خانوادهٔ سلطنتی ایران هنگام تاج‌گذاری محمدرضا پهلوی و فرح پهلوی در آبان ۱۳۴۶

آغاز پادشاهی محمدرضا پهلوی، با اشغال ایران در جنگ جهانی دوم هم‌زمان شد. کمی پس از پادشاهی وی، در آغاز دههٔ ۱۳۲۰، ایران پذیرفت که رسماً در کنار متفقین قرار گیرد و متفقین اعلام کردند، به استقلال و یکپارچگی سرزمین ایران احترام خواهند گذاشت.با پشتیبانی آمریکا و با سیاست نخست‌وزیر وقت، قوام السلطنه به حکومت خودمختار در آذربایجان و کردستان خاتمه داد. با پیشرفت جهان، در ایران نیز نیاز به فضای سیاسی و رسانه‌ای جدید حس شد و با فرمان محمدرضا پهلوی، تمام زندانیان سیاسی از عفو کامل برخوردار گشته و فضا برای رسانه‌ها بازتر شد؛ در همین حین، احزاب سیاسی در این کشور جان گرفته و بر عموم مردم اثر گذاشتند. با این وجود، اعتراضات فراوانی به شخص محمدرضا پهلوی شد و بخشی از مردم با قدرت داشتن یک «فرد» مخالفت داشتند. حزب‌هایی نیز به ترورهای برنامه‌ریزی‌شده دست زده و به مخالفت با شاه روی آوردند. از مهم‌ترین وقایع دوران محمدرضا شاه، آغاز جنبش ملی‌شدن نفت ایران و قدرت گرفتن محمد مصدق بود. مصدق که در اوایل جنبش نفت، از حمایت شاه برخوردار بود، پس از ملی‌شدن صنعت نفت در سال ۱۳۲۹، محبوبیت بسیاری میان مردم کسب کرد اگرچه، دولت وی سرانجام با کودتای ۲۸ مرداد ۱۳۳۲ سرنگون شد.
سازمان اطلاعات و امنیت کشور (ساواک) تحت فرمان شاه تشکیل شد و وظیفه امنیت داخلی را به‌عهده گرفت و در عمل به سرکوب مخالفان داخلی پرداخت. در سال ۱۳۴۱، محمدرضا پهلوی محبوبیت بالایی کسب کرده بود و اکثریت جامعه با انقلاب سفید موافق بودند. او برای نزدیکی به مردم؛ به همراه شهبانو از آموزشگاه‌ها، بیمارستان‌ها و خیریه‌ها بازدید می‌کرد. اصلاحات ارضی و برابری حقوق زنان و مردان، قرار گرفتن ایران در بین مدرن‌ترین کشورهای جهان تا پایان سدهٔ بیستم از اهداف شاه بودند. او تلاش می‌کرد تا ایران را به‌سوی «تمدن بزرگ» هدایت کند، اصطلاحی که در سال ۱۹۷۲ ابداع شد. توسعه اقتصادی یک استراتژی کلیدی در جهت نیل به این مقصود بود. محمدرضاشاه سیاست‌های مدرن‌سازی پدرش را دنبال نمود و توسعه بخشید. از دید توسعه اجتماعی شاه یک انقلابی بود اما هر چقدر که سیاست‌های او انقلابی‌تر می‌شد، مخالفت آخوندها و دیگر گروه‌های ذی‌نفع بیشتر می‌شد. با این وجود، اصلاحات سیاسی شاه بسیار عقب‌تر از اصلاحات اجتماعی ایران دانسته شده است. شاه یکی از پرزرق‌وبرق‌ترین ارتش‌های جهان را در ایران ایجاد کرده بود. در دوره پس از جنگ، ایران نماینده یک کشور در حال توسعه بود که تلاش می‌کرد از رقابت بین ایالات متحده و اتحاد جماهیر شوروی بهره ببرد تا مسیر توسعه خود را بیابد، اما در عین حال، سعی می‌کرد نوسازی مورد درخواست واشنگتن را به عنوان شرط حمایت اقتصادی و نظامی تحقق بخشد.
ایران در دهه پنجاه هجری خورشیدی، شاهد رشد اقتصادی سریعی بود. شاه روحانیون را آرام کرد و کمی بعد با مشارکت برابر زنان در انتخابات و راه‌یابی آنان به مجلس جدید، ایران فضای سیاسی جدیدی را تجربه کرد. از این دوران، ایران در نشریات جهانی پوشش بالایی کسب کرد و سران کشورهای مختلف، به ایران رفت‌وآمد بازدیدی و سیاسی داشتند. کم‌کم شمار کارکنان خارجی در کشور افزایش یافت و کارخانه‌هایی بزرگ در ایران تأسیس شدند. مهندسین ایرانی و خارجی نیز زیرساخت و امکانات نوینی را در کشور ایجاد کردند. سرانجام شاه در ۲۶ دی ۱۳۵۷ و در پی اعتراض‌های گسترش‌یافتهٔ مخالفان به رهبری خمینی، ایران را برای همیشه ترک کرد و در ۲۲ بهمن ۱۳۵۷، در پی بی‌طرفی ارتش، انقلاب ۱۳۵۷ به سرانجام خود رسید.

## سیاست

### دادگستری

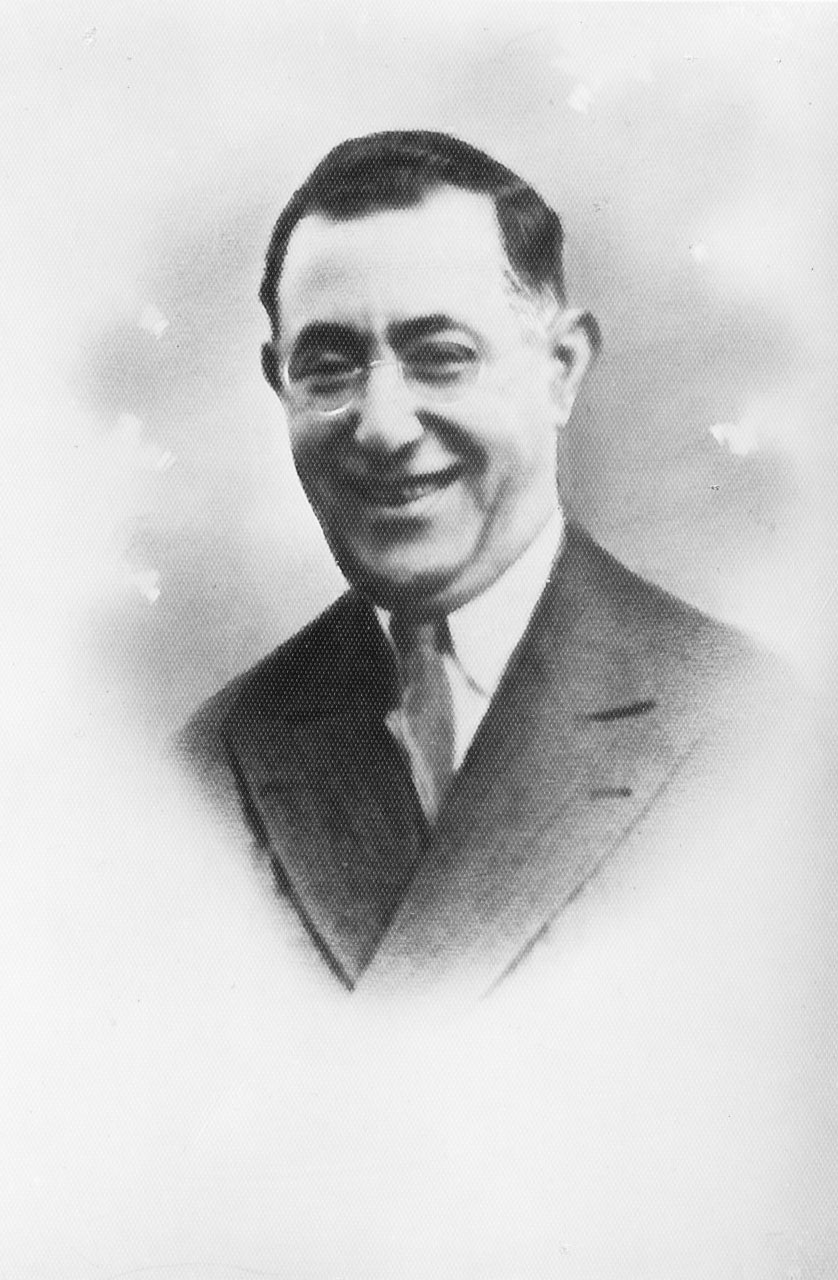
علی‌اکبر داور سیاستمدار ایرانی که با بنیانگذاری دادگستری نوین ایران نامور شد.

پیش از رضاشاه و بر پایهٔ روالی قدیمی و بدون قوانین نظام‌مند، به شکایات و دعاوی توسط حکام و آخوندها و بر پایهٔ اصول‌های شرعی و عرفی رسیدگی می‌شد. آخوندها بر پایهٔ میل خود رای‌ها را صادر می‌کردند و چون مبنای کارشان به گفتهٔ‌شان شریعت اسلام بود، بدون در نظر گرفتن حقوق بشر، با افراد غیر مسلمان نیز با همان قوانین اصطلاحاً اسلامی، برخورد می‌شد و احکامی همانند قطع عضو، شلاق و غیره اجرا می‌شد. پس از روی کار آمدن رضاشاه، هیئتی از تحصیل‌کردگان و حقوق‌دانان ایرانی به ریاست علی اکبر داور تشکیل شد و با استخدام حقوق‌دار و مشاورانی از بلژیک و فرانسه قوانین مدنی و جزائی و جنایی ایران بر مبنای حفظ حقوق فردی و اجتماعی و برابری همگان در برابر قانون، بدون در نظر گرفتن ردهٔ اجتماعی یا دین، تهیه شد. پس از این، محاکم شرع تعطیل شدند و دادگستری ایران، بنیان نهاده شد. در همین هنگام، دانشکده‌های حقوق نیز ساخته شد تا آموزش این بخش را بر عهده بگیرند. همچنین امور ازدواج و طلاق و انتقال سندها که پیشتر در اختیار آخوندهای ایران بودند، با تشکیل دفترهای رسمی، به نظارت وزارت دادگستری درآمد. همچنین حق کاپیتولاسیون نیز در این دوران لغو شد.

### اصلاحات اداری و تقسیمات کشوری
رضاشاه همچنین یک سری اصلاحات گستردهٔ اداری را در ایران انجام داد. سیستم حکومتی قاجار از این مشکل رنج بسیاری می‌برد که دچار گروهک سالاری نزدیکان شاه و افراد دلخواه دربار شده‌بود. چیزی که در دوران رضاشاه، با قوانین تازه، سعی در رفع آن شد. بر پایهٔ قوانینی که در سال‌های ۱۹۳۷ و ۱۹۳۸ تصویب شدند، تقسیم کشور نیز به ایالت و ولایت، به عبارتی دیگر، استان‌های بزرگ و کوچک از میان رفت و به جایش ده استان که از دید اقتصادی و جغرافیایی مناسب بودند، تشکیل شدند که هر کدام نیز تقسیمات دیگری را شامل بودند که شامل شهرستان و بخش بود.

### روابط با جهان

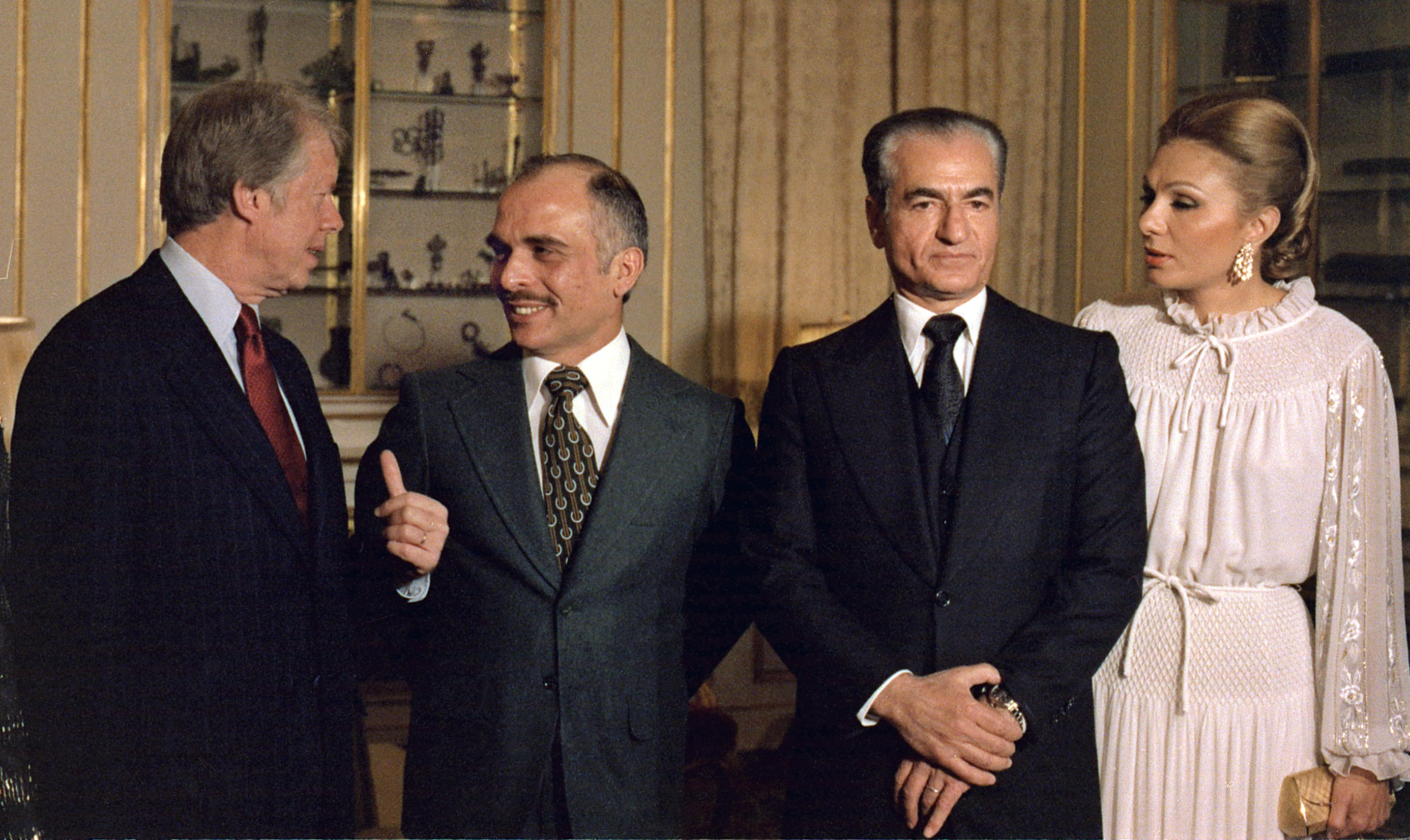
محمدرضا شاه و فرح پهلوی در کنار جیمی کارتر، رئیس‌جمهور آمریکا و ملک حسین، پادشاه اردن در کاخ نیاوران در ۱۹۷۷

در دورهٔ زمامداری رضاشاه، ایران رابطهٔ نزدیکی با آلمان برقرار کرد، به‌گونه‌ای این کشور به بزرگ‌ترین شریک تجاری ایران تبدیل شد و بیش از سه هزار کارشناس آلمانی در ایران استقرار یافتند. این افزایش رابطه با آلمان، باعث تیرگی روابط با بریتانیا و شوروی شد و یکی از بهانه‌های حملهٔ این دو کشور در سال ۱۳۲۰ به ایران شد. در سال ۱۳۰۷ (۱۹۲۸ م)، رضاشاه برای پس‌گیری شماری از جزایر خلیج فارس، به ویژه بحرین با انگلستان وارد مذاکراتی شد. هرچند که نتوانست برای ایران موفقیتی کسب کند و مذاکرات در این مورد، شکست خورد و روابط ایران و انگلیس، تیره گردید. پس از این، رضاشاه فرمان فرستادن نیروها به جزایر بحرین را داد و طرف انگلیسی، نیروی دریایی خود را برای مقابله با نیروهای ایرانی، به خلیج فارس اعزام کرد. ایران این دوره، نیروی دریایی مجهزی نداشت و پی برد که درگیری نظامی با یک قدرت جهانی، سودی ندارد. نهایتاً، ایران تصمیم به شکایت به جامعه ملل گرفت تا بحرین استرداد گردد؛ اما فقط توانست جزایر کوچکی در خلیج فارس را پس بگیرد و نفوذ انگلستان در این سازمان، اجازهٔ بازگشت بحرین به ایران را نداد. با این حال، ایران هنوز خود را بر بحرین، دارای حق حاکمیت می‌دانست. در تیرماه ۱۳۱۶، پیمان سعدآباد با درون‌مایهٔ اتحاد، میان ایران، افغانستان، ترکیه و عراق نوشته شد. منش سیاسی رضاشاه، تبلیغات منفی قدرتمندی علیه او ایجاد کرد و بریتانیا که از دیرباز به شخص رضاشاه بدبین بود، روابط ایران با ایتالیا، فرانسه و آلمان را نیز سبب نگرانی دانست؛ تبلیغات رسانه‌ای علیه رضاشاه، پس از روابط ۱۹۳۹ ایران با ژاپن، شدت گرفت. با رخ دادن جنگ جهانی دوم، با وجود اعلام بی‌طرفی، بریتانیا و شوروی ایران را اشغال کرده و رضاشاه را با اعمال فشار برکنار کردند. بریتانیا در هنگام اشغال ایران توانست چند تهدید دیگر هم از بین ببرد؛ برای مثال، ناوگان دریایی ایران که در حال شکل‌گیری بود را به همراه دریادارانی همانند غلامعلی بایندر، از میان برداشت. پس از اشغال ایران، بریتانیا و شوروی به محمدعلی فروغی پیشنهاد دادند که رسماً جمهوریت را اعلام کند که وی مخالفت کرد. کمی بعد، آشکار شد که بریتانیا و شوروی خواستار کنار زدن رضاشاه هستند و در آخر، محمدرضا پهلوی به تخت پادشاهی ایران نشست.
از اواسط دهه چهل، محمدرضا شاه روابطش با شوروی را بهبود بخشید. به دنبال سفر شاه به مسکو در سال ۱۳۴۳ خورشیدی، پیوندهای اقتصادی و سیاسی تازه‌ای با شوروی شکل گرفت. این بهبودی روابط علاوه بر سود اقتصادی، موقعیت و قدرت چانه‌زنی شاه را در مقابل غرب، رقیبان منطقه‌ای مانند عراق و جمال عبدالناصر و نیروهای مخالف داخلی بالا برد.
محمدرضا توانست از اهرم نفت و اوپک بهره‌گیری کرده و عملاً در آغاز دهه پنجاه توانست به عنوان یک قدرت نفتی و منطقه‌ای حتی با متحدان غربی خود بر سر منافع ایران چانه‌زنی کند. او حاکمیت نظامی ایران را بر جزایر سه‌گانه اعمال کرد اما در عوض، از ادعای حاکمیت بر بحرین دست برداشت. پیمان بغداد (بعدها پیمان سنتو) میان کشورهای ایران، عراق، ترکیه و پاکستان منعقد شد. شاه از موضع قدرت پیمان الجزایر را امضاء کرد و به اختلافات مرزی با عراق پایان داد.
در ۱۹۶۴ میلادی شاه ایران نامزد جایزه صلح نوبل شد. بر پایه اطلاعاتی که در تارنمای رسمی بنیاد نوبل قرار گرفت، نام محمدرضا پهلوی، شاه ایران در فهرست سیزده نفره نامزدهای نهایی جایزه صلح نوبل به چشم می‌خورد. شاه به دلیل میانجی‌گری میان هند و پاکستان نامزد این جایزه شد.

### نیروی نظامی

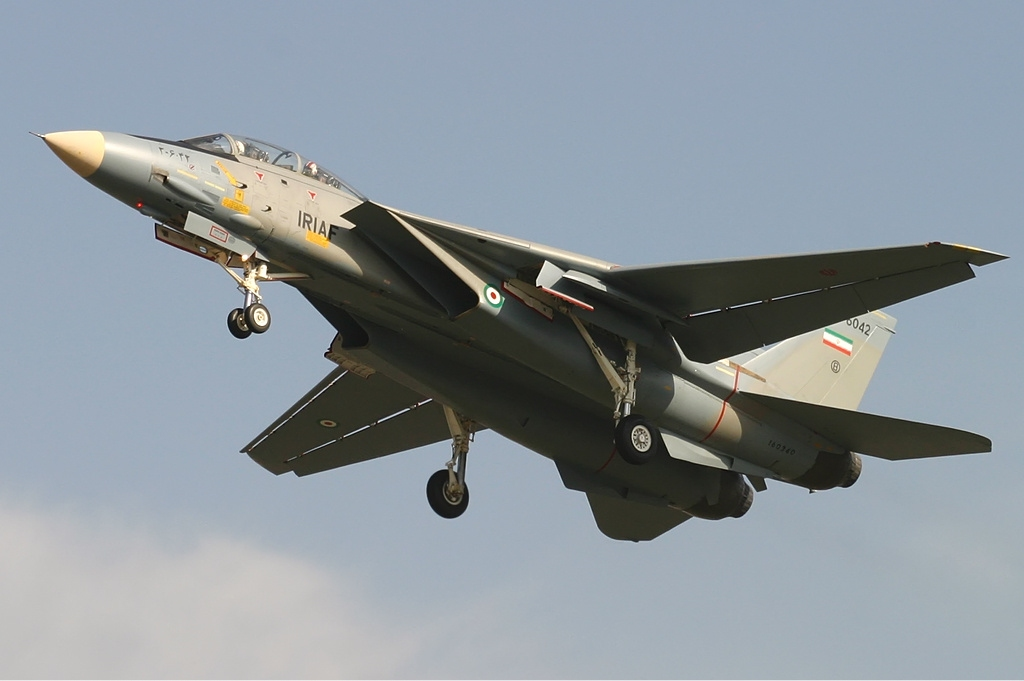
گرومن اف-۱۴ تام‌کت در خدمت نیروی هوایی ارتش ایران

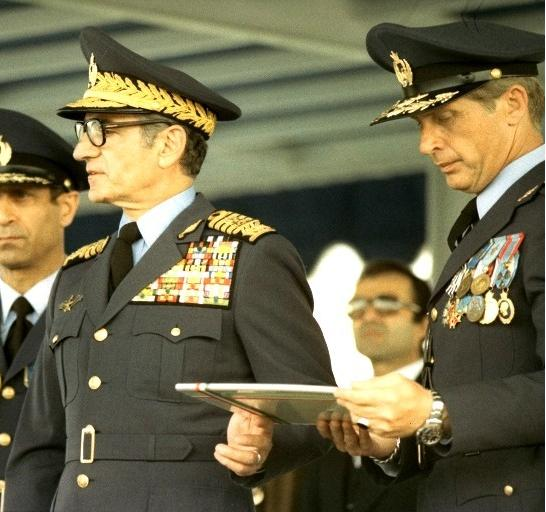
محمدرضا پهلوی در کنار سپهبد نادر جهانبانی و ارتشبد محمد خاتمی؛ شاه، با وجود دوری کردن از تنش، تلاش بسیاری کرد تا قوای نظامی ایران را تقویت کند؛ کاری که برای سرنوشت جنگ با عراق، عاملی تعیین‌کننده شد.

در هنگام وزارتیِ جنگ و نخست‌وزیری، رضاشاه با ادغام نیروی قزاق و ژاندارم و همسان‌سازی آنان، توانست تا حدودی تشکیل نیرویی مجهز را پایه‌گذاری کند. وجود مستشاران نظامی، اداری و مالی انگلیسی در کشور و دخالت آنان در امور داخلی که یکی از مشکلات دوران قاجار بود، همواره باعث نارضایتی مردم می‌شد؛ سردار سپه آنان را از ایران اخراج کرد و افسرانی ایرانی را به سمت‌های فرماندهی رساند. پس از رسیدن به پادشاهی، او اقدام به تشکیل ارتشی منظم، نوین و مجهز کرد. افسران جوان به آموزشگاه‌های گوناگون اروپایی فرستاده شدند تا تکنیک‌های تازه به کشور بیاید. سپاس دبیرستان، دانشکده و دانشگاه جنگ ساخته شد و اسلحه‌های نوین جنگی همانند تانک، توپ، هواپیما و ناو، برای ایران خریداری شد. در همین هنگام، کارخانه‌های نظامی نیز در ایران، گشایش یافتند تا بخشی از تجهیزات مورد نیاز را تولید کنند. ارتش نوین ایران، دارای نیروی زمینی، دریایی و هوایی بود. بعدها، طرح‌ها گسترش یافتند اما برخی طرح‌ها مانند کارخانه‌های هواپیماسازی ایرانی، اجرایی نشدند. بنیان‌گذاری نیروی دریایی ایران، دیگر اقدام قابل توجه رضاشاه است. او نیروی هوایی کوچکی نیز برای ایران ایجاد کرد که توسط پسرش، تکمیل گردید.
ارتش شاهنشاهی ایران، پیکرهٔ اصلی نیروهای مسلح شاهنشاهی ایران را در ایران پهلوی می‌ساخت. وظیفهٔ اصلی ارتش، حفظ تمامیت ارضی و دفاع از سرزمین ایران در برابر یورش نظامی بیگانگان بود. ارتش شاهنشاهی توسط رضاشاه بنیانگذاری شده بود اما نوسازی و قدرتمند کردن ارتش از دوره پادشاهی محمدرضاشاه تسریع شد. با دستور مستقیم شاه جدید، نیروی هوایی شاهنشاهی با خرید جنگندهٔ اف۱۴ و دیگر هواپیماهای جنگندهٔ مدرن آمریکایی تجهیز گردید که در جنگ ایران و عراق کمک بسیاری به ایران کرد. نیروی دریایی ارتش نیز با خرید ناوهای جنگی به قدرتی رسیده بود که کنترل خلیج فارس را به تنهایی به دست بگیرد. نیروی زمینی ارتش با قدرت گروهک‌های تجزیه‌خواه از ایران را سرکوب کرد و به غائله آذربایجان نیز پایان داد. ارتش شاهنشاهی حاکمیت ملی را در سراسر ایران با اقتدار تثبیت کرد. نیروی هوایی شاهنشاهی ایران برای بیش از دو دهه، بزرگ‌ترین و راهبردی‌ترین توان دفاعی ایران به‌شمار می‌رفت و در سال ۱۳۵۷، به قدرتمندترین نیروی هوایی باختر آسیا تبدیل گردید و ناوگانی ساخته‌شده از ۴۶۲ فروند هواپیمای جنگی داشت.
در دوران پهلوی، ایران یکی از بزرگ‌ترین نیروهای مسلح جهان را در اختیار داشت که به سرعت، با فروپاشی سلطنت با انقلاب ۱۳۵۷ منحل شد.

## اقتصاد

نخست‌وزیر امیرعباس هویدا با پیکان خود؛ ساخت شرکت ایران ناسیونال.

رضاشاه به بسط و توسعهٔ اقتصادی ایران توجه خاصی داشته است و برای آن، اولویت قائل می‌شد. دوران وی، دوران شور ملی ایران در زمینهٔ توسعهٔ اقتصادی است. در سال ۱۹۲۸ امتیاز انتشار اسکناس که در دوران قبل به انگلیسی‌ها داده شده بود را لغو کرد و بانک ملی ایران انحصار انتشار اسکناس را به‌دست‌آورد و ایران توانست بر سیاست پولی خود، حاکمیت پیدا کند. در سال ۱۹۳۲ نیز ضرابخانهٔ شاهی گشایش یافت و ضرب سکه نیز در سلطهٔ ایران قرار گرفت. در دورهٔ پادشاهی رضاشاه، بخش خصوصی ایران، بیشتر درگیر صنایع کوچک و بازرگانی شد. حکومت وی، مقبولیتش را در نوسازی اقتصادی کشور و زنده‌سازی ملی‌گرایی ایرانی افزون بر سفارش بر دیوان‌سالاری و نیروهای نظامی جست‌وجو کرده است. دولت آن دوره نیز با فراهم‌سازی امنیت و گزینش سیاست اقتصاد ارشادی، در زمینهٔ توسعه گام برداشت؛ هرچند که این کار، بر اساس تصمیم و ارادهٔ شخصی رضاشاه به اجرا درمی‌آمد. پیش از زمامداری رضاشاه، در ایران به جز تاسیسات نفت، واحد صنعتی که بتوان آنان را کارخانه‌ای تولیدی و صنعتی نامید، وجود نداشت. در طول مدت کوتاهی در دوران رضاشاه، ایران از کشوری عقب‌مانده و غیرصنعتی، به کشوری پیشرفته و نیمه‌صنعتی تبدیل شد. با بنیان‌گذاری کارخانه‌های نوین، بیشتر نیازهای کشور و مردم، دیگر از داخل تأمین می‌شد. با قدرت گرفتن رضاشاه، هزاران کیلومتر راه‌های اصلی و فرعی میان شهرها و دهات‌های ایران، احداث شد و در عرض تنها چند سال، راه‌های خاکی تبدیل به جاده‌های عریض و ماشین‌رو شدند. پس از این، به‌جای گاری، اسب و شتر و دیگر موارد این‌چنینی، میان شهرهای ایران، اتوموبیل‌های سواری، باری و اتوبوس به‌راه افتاد. راه‌آهن سراسری ایران نیز در همین دوره ساخته شد.
در یک مقایسه، درآمد سرانهٔ ایران در سال ۱۹۷۷، دو برابر درآمد سرانهٔ کره جنوبی بوده است و در سال ۲۰۱۹ م، در حکومت بعدی، دست‌کم پنج برابر از این کشور کمتر بود. تا پیش از انقلاب ۱۳۵۷، اعتبار گذرنامه ایرانی به گونه‌ای بوده است که می‌شد با آن به بیشتر کشورهای اروپایی و جهان بدون نیاز به ویزا سفر داشت.
تولید ناخالص داخلی ایران در سال ۱۹۷۹ نزدیک ۱۰۰ میلیارد دلار بوده است. مقایسه این آمار با کشورهایی همچون ترکیه (۳۷ میلیارد)، امارات (۱۳ میلیارد)، کره جنوبی (۶۰ میلیارد) و ایالات متحده آمریکا (۲۳۶۹ میلیارد) انجام شده است. حتی در ده سال پایانی دوران پهلوی دوم، جز سال‌های ۵۷–۱۳۵۶ که اعتصاب‌های اقتصادی و بحران‌های اقتصادی هم‌دوره با آغاز اعتراض‌های انقلابی تندی گرفت، رشد اقتصادی ایران به زیر ۵ درصد نرسیده و تا ۱۷ درصد نیز رشد داشته است. چیزی که با اقتصاد حکومت پسین مقایسه شده است؛ رشد اقتصادی در دوران جمهوری اسلامی تنها در دوره هاشمی رفسنجانی به کف نرخ رشد اقتصادی دوران پهلوی، یعنی ۵ درصد، توانست نزدیک شود.

### عمران و شهرسازی

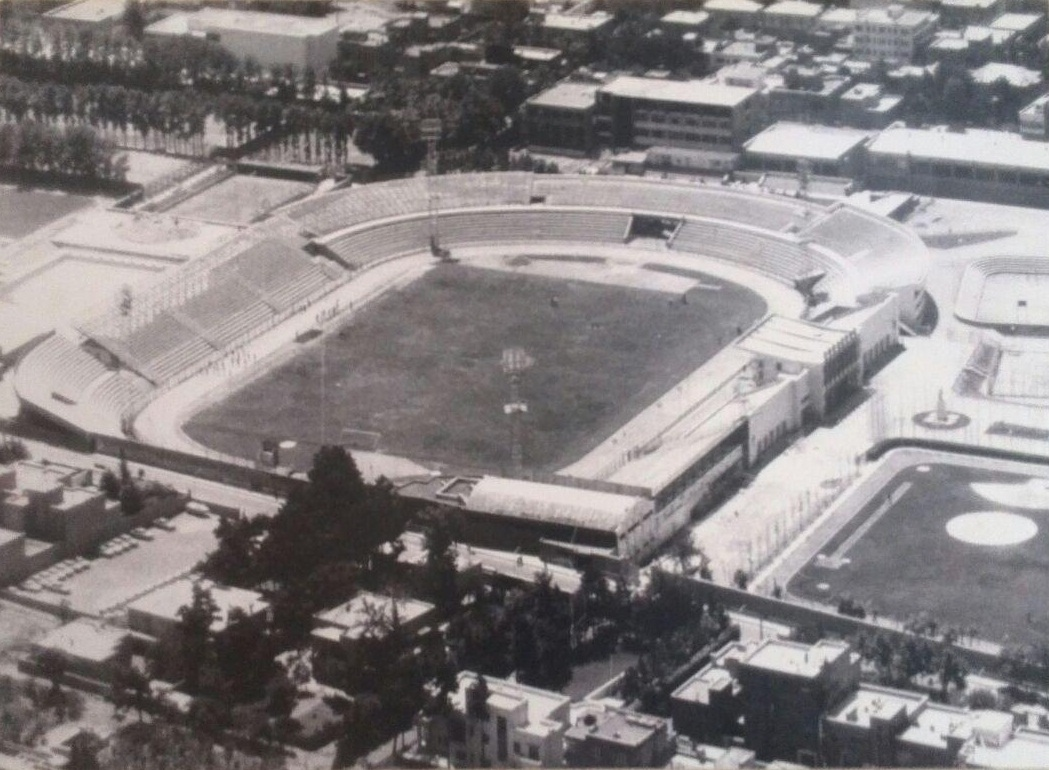
ورزشگاه امجدیه اندکی پس از صدور دستور ساخت توسط رضاشاه، زیرنظر علی‌اصغر حکمت، گشایش یافت.

پیش از دوران رضاشاه، ساختمان‌های ایران بیشتر از خشت و گل بودند و میان آنان، کوچه‌های تنگی وجود داشت که در زمستان پر از آب و لجن می‌شد. در دوران پادشاهی رضاشاه، کوچه‌ها سنگ‌فرش شدند، خیابان‌ها و بلوارهای آسفالت ساخته شدند و افزون بر ساخت میدان‌های تازه و بزرگ، چراغ‌های برقی نیز در خیابان‌ها نصب شدند. ساختمان‌های مدرن و چندطبقه برای نهادهای دولتی ایجاد شدند و جای‌های همگانی تازه‌ای چون فروشگاه، باشگاه، بیمارستان، رستوران، ورزشگاه‌ها، پارک، مراکز تفریحی و… ایجاد شد و با درختکاری و گل‌کاری در معابر و میدان‌ها و صدها طرح عمرانی دیگر، چهرهٔ شهرهای ایرانی دگرگون شد. در همین هنگام، اداره‌های شهرداری گشایش یافتند تا شهرها را تمیز و نگهداری کنند. در استان‌هایی نیز هتل‌ها و مراکز گردشگری بسیاری تأسیس شد. تمام بناها و آثار باستانی که به دلیل بی‌توجهی در حال تخریب بودند، از جمله پارسه، مرمت و بازسازی شدند و برای شاعران و بزرگان ایرانی نیز، آرامگاه‌ها و بناهای یادبودی ساخته شد. در وصف محمدرضا پهلوی، آخرین شاهنشاه آمده است: «رضاشاه در معماری سلیقه‌ای خاص داشت و معنای زیبایی و تناسب را ذاتاً می‌دانست». سیاست شهرسازی دوران رضاشاه، نتیجه‌هایی چشمگیر داشت. در ۱۶ سال، جمعیت تهران از ۲۰۰ به ۵۳۰ هزار تن رسید. چنین گسترشی، در دیگر شهرهای ایران نیز به چشم می‌خورد و ساختمان‌های بزرگی نیز در شهرهای این کشور ایجاد شد. سبک معماری رضاشاهی همچون معماری دوران شاه عباس، یکی از مرحله‌های تاریخ هنر ساختمان و معماری در ایران است.

### انرژی و نفت
سازمان انرژی اتمی ایران در سال ۱۳۵۳، برای ایجاد شبکه‌ای با بیش از ۲۰ نیروگاه هسته‌ای بنیان گذاشته شد. در سال ۱۳۵۷، کار ایجاد دو رآکتور ۱۲۰۰ مگاواتی در نزدیکی بوشهر تقریباً به پایان رسید و قرار بود به زودی عملیات اجرایی آن آغاز شود که دولت انقلابی، این برنامه را لغو کرد. یکی از این دو رآکتور، با کمک بسیار از روسیه کامل شد و در سال ۱۳۹۰ شروع به کار کرد.

### گردشگری
تا اوایل دههٔ ۱۹۶۰ میلادی، ایران توجه اندکی به گردشگری کرده بود. کمبود امکانات و زیرساخت‌های مسافرت، سفر در ایران را بسیار سخت کرده بود. سرانجام، حکومت پهلوی شروع به ایجاد سنگفرش، بزرگراه و هتل کرد و شمار گردشگران وارد شده به این کشور، به‌طور پیوسته از دههٔ ۱۳۴۰ تا سال ۱۳۵۷ افزایش یافت. با این حال، آشفتگی سیاسی در سال ۱۳۵۷ که منجر به سرنگونی سلطنت در ایران شد، عملاً صنعت گردشگری در ایران را نابود کرد.
اسناد سازمان جلب سیاحان از آمار «رؤیایی» گردشگری در دهه‌های ۱۳۴۰ و ۱۳۵۰ و رتبهٔ سوم سفر شهروندان آمریکا به ایران می‌گویند. در میان سال‌های ۱۳۴۳ تا ۱۳۵۷ همچنین موافقت‌نامه‌های جهان‌گردی با کشورهایی در جهان و عضویت در سازمان جهانی جهان‌گردی و اتحادیهٔ جهانی سازمان‌های رسمی جهان‌گردی توسط سازمان جهان‌گردی و وزارت اطلاعات ایران به امضا رسیدند که شرایط را بهتر می‌ساخت.

## جمعیت‌شناسی

### آموزش و پژوهش
در دورهٔ حکومت رضاشاه، آموزش اجباری رایگان به تدریج برآورده شد. همچنین در این دوره، برای نخستین بار، مراکز ایرانی و دولتی آموزش عالی چون دانشگاه تهران ایجاد گردید. همچنین با تصویب قوانین حمایتی مانند معافیت یک‌سالهٔ تحصیل کنندگان مدارس متوسطه و تأکید بر نظام آموزش عالی، مدارس متوسطهٔ رایگان دولتی نیز شکل گرفت. به‌طور دقیق‌تر، پیش از رضاشاه، سوادآموزی در ایران، در جاهایی با نام مکتب‌خانه در مسجدها یا خانه‌های شخصی انجام می‌شده است. آموزگاران نیز ملا و ملاباجی بودند و خود اینها نیز تنها سواد خواندن و نوشتن داشته‌اند. در تهران و شهرهای بزرگ نیز، آموزشگاه‌های حرفه‌ای انگشت‌شمار بودند و آموزش‌های ارائه شده نیز در موضوعات محدودی بودند. با آغاز پادشاهی رضاشاه، مکتب‌خانه‌ها همگی بسته شدند و برای نخستین‌بار، مدرسه‌های منظم و رایگان زیادی در سراسر ایران، پدیدار شد. سیستم آموزشی این آموزشگاه‌های نوین، بر پایهٔ کشورهای اروپایی بود و دارای کتاب‌های درسی بودند. نخستین دانشگاه‌ها و دانش‌سراهای مدرن ایرانی پدیدار شدند و ساختمان‌های تازه‌ای چون دانشسرای عالی، هنرستان‌های فنی و حرفه‌ای، هنرستان‌های صنعتی و دانشگاه تهران در شهرها پدید آمدند. مربیان و استادهای خارجی جهت بهبود سطح دانش استخدام شدند و دانشجویانی هم به خارج از کشور اعزام شدند. کم‌کم شمار ایرانیان باسواد، گسترش یافت و این تنها به شهرها محدود نمی‌شد. در بیشتر دهات‌ها نیز دبستان دایر شد و سازمان‌های پیشاهنگی، تربیت بدنی و ورزشی ایرانی پدیدار شدند. در رشته‌های فرهنگی و هنری همچون موسیقی، مجسمه‌سازی، تئاتر، نقاشی و غیره، هنرستان‌هایی بنیان‌گذاری شدند. کتابخانه‌هایی نیز در کشور گشایش یافت و برای حفظ آثار باستانی ایران، اقدام به جمع‌آوری عتیقه‌ها و تأسیس موزه‌ها (همچون موزه ایران باستان) شد. یکی دیگر از کارهای فرهنگی و پژوهشی رضاشاه، بنیان‌گذاری فرهنگستان ایران و خارج کردن واژگان بیگانه همچون عربی و جایگزینی آنان با فارسی بوده است. چیزی که بعدها از سوی گروهی مورد نقد واقع شد.

### بهداشت و درمان
در دوران رضاشاه، با بنیان‌گذاری دانشکده‌های داروسازی، پزشکی و دندان‌پزشکی، آموزش پزشک و متخصص، دایرسازی آموزشگاه‌های پرستاری و بهیاری و ساخت صدها بیمارستان و انواع درمانگاه در سراسر ایران، اقدام‌هایی گسترده برای بهداشت و درمان مردم ایران، انجام شد. اینها در حالی بود که پیش از روی کار آمدن رضاشاه، در دوره قاجار، به دلیل نبود پزشک و دارو و مراکز بهداشت، بیماری‌های گوناگون و واگیر، باعث درگذشت بسیاری می‌شد. بیماری‌هایی چون مالاریا، تراخم و کچلی شایع‌ترین بیماری‌هایی بودند که احتمالاً بیش از نیمی از ایرانیان، پیش از این، به چنین بیماری‌هایی مبتلا بودند. با روی کار آمدن رضاشاه افزون بر ایجاد مراکز درمان و بهداشتی، برای ریشه‌کنی بیماری‌های همه‌گیر و درمان بیماران، اقدامات بسیار برجسته‌ای شد.
اما در دوران بعدی، سازمان شاهنشاهی خدمات اجتماعی، با هدف بهبود هرچه بیشتر وضع بهداشت کشور در ششم اردیبهشت ماه ۱۳۲۶ به ریاست عالیه محمدرضا پهلوی و نیابت ریاست عالیه اشرف پهلوی بنیان نهاده شد.

### وضعیت زنان

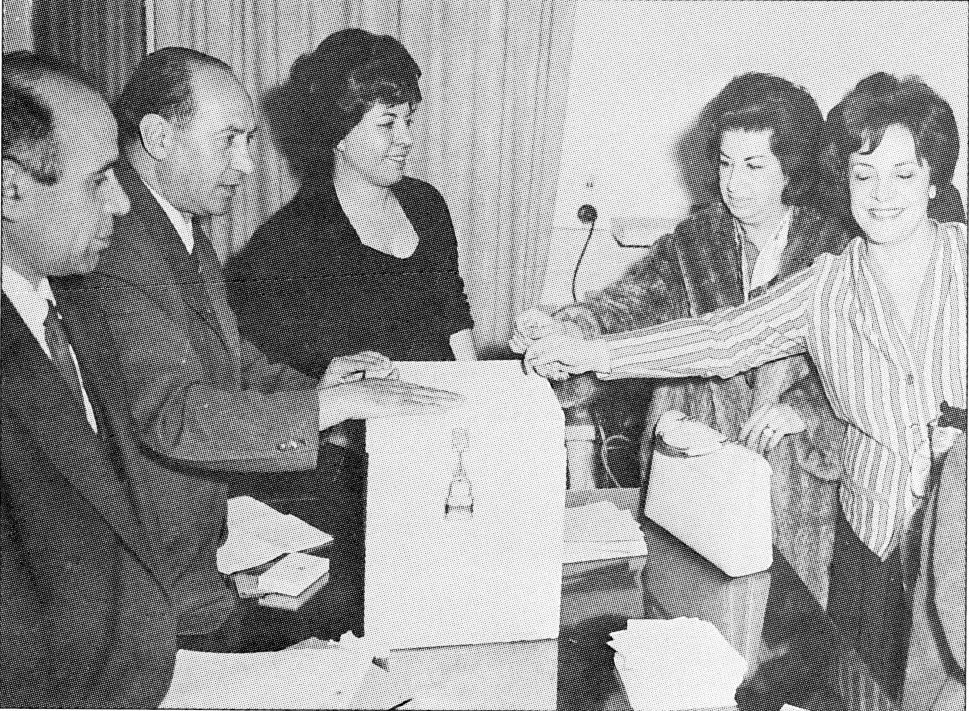
زنان ایرانی به پای صندوق‌های رای می‌روند، ۱۳۴۱ (خورشیدی).

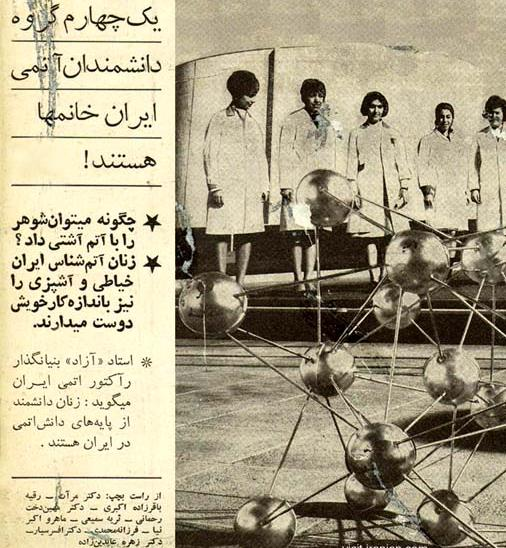
روزنامه‌ای با تیتری دربارهٔ زنان در دورهٔ محمدرضا پهلوی

دستیابی به حقوق مدنی و شهروندی زنان ایرانی، در دوران رضاشاه پهلوی و در هنگام پروژه‌های نوسازی ایران نوین، انجام شد. در دوران او برای نخستین‌بار در جامعهٔ سنتی ایران، زنان توانستند از خانه خارج شده و به عرصه‌های اجتماعی پا گذارند. اجباری شدن آموزش برای هم پسران هم دختران و افزایش قشر باسواد نیز موضوع مهم دیگر بود. تغییراتی دیگر نیز رخ داد. اینکه زنان وارد اجتماع شوند و پیشه‌هایی چون آموزگاری، پرستاری، پزشکی و غیره را بگیرند، بدون آن که پوشش‌ها و کارهای سنتی چون روبنده و عدم سخن با نامحرم را کنار بگذارند، ممکن نبود. بنابراین، کشف حجاب از سوی حکومت وی صورت گرفت. با این وجود، دیدگاه دیگری نیز وجود دارد که این اقدام رضاشاه را، در جهت مخالفت با اسلام دانسته است.
در بهمن ۱۳۱۳ و در آیین گشایش دانشگاه تهران، به دختران اعلام شد که بدون پوشیدن حجاب سنتی به دانشگاه بروند. در فروردین ۱۳۱۴، یک جشن در آموزشگاه شاپور شیراز برگزار گردید و دختران ایرانی بدون حجاب سنتی، به اجرای مراسمی ورزشی و پایکوبی با حضور علی اصغر حکمت، وزیر معارف و از سیاست‌مداران دوره پرداختند و سپس علمای دینی ایران، اعتراض کردند. در ۲۲ اردیبهشت ۱۳۱۴ «کانون بانوان» با فراخوانی علی‌اصغر حکمت و با آرمان‌هایی شامل آزادی زنان از حجاب با ریاست شمس پهلوی و هاجر تربیت شکل گرفت. مردم مذهبی ایران و به ویژه علمای دینی و روحانیت این کشور از این وضعیت نگران شدند و گهگاه اعتراض می‌کردند؛ اگرچه این اعتراض‌ها، سرکوب شدند. در اعتراضی در شهر مشهد، روحانیان شهر و گروهی از مردم در اعتراض به دگرگونی کلاه مردان و سیاست‌ها در کشف حجاب زنان کشور، در مسجد گوهرشاد به نشان داشتن اعتراض، بست‌نشینی کردند و در این هنگام، بر ضد حکومت، شعار دادند. منابع رسمی دولت پهلوی آمارهایی خیره‌کننده از حضور و ورود زنان در عرصه‌های آموزشی، اجتماعی و اقتصادی ارائه می‌دادند. در ادامه بر پایهٔ گزارشی از خبرگزاری مهر در سال ۱۳۹۲، رضاشاه زنان ایرانی را «به زور» به همکاری‌کردن با دولت «وادار» می‌کرده است. با تصویب قانون مدنی در سال ۱۳۱۴، زنان حق حضانت را به دست آوردند. در سال ۱۳۴۱، زنان ایران برای نخستین‌بار حق رأی‌دهی و انتخاب شدن را به دست آوردند. در دههٔ ۱۳۴۰ زنان بیشتر به سیستم قضایی و پلیس ایران وارد شدند. پیش از این نیز با انتصاب مهرانگیز منوچهریان به عنوان سناتور، ورود عملی زنان به سیستم سیاسی رخ داده بود. فرخ‌رو پارسا نخستین زنی شد که در دوره پهلوی دوم به مقام وزارت می‌رسد. چیزی که ادامه‌دار بود و زنان دیگری چون مهناز افخمی نیز به آن دست یافتند. سازمان زنان ایران تشکیل شد و در اواخر دوره پهلوی مواردی از قانون حمایت خانواده ۱۳۵۴ تصویب گشت. در سال ۱۳۵۴ ۲۹٪ و در سال ۱۳۵۷ حدود ۳۸ درصد دانشجویان دانشگاه‌های ایران زنان بودند. درست پیش از انقلاب سال ۱۳۵۷، ۱۵۰۰ زن در مقام‌های ارشد مدیریتی در سطح کشور، ۲۲ زن در مجلس شورای ملی، ۵ شهردار، و ۳۳٪ کل مشاغل آموزش عالی ایران بر عهده زنان بود.

## فرهنگ

### موسیقی، رقص و تئاتر
در دهه‌های ۱۳۳۰ و ۱۳۴۰، موسیقی ایران به شکل اساسی تغییر یافت. در دههٔ ۱۳۳۰، موسیقی پاپ وارد ایران شد و نخستین گروه‌های پاپ و راک ایرانی، شکل گرفتند. موسیقی پاپ ایرانی در این دوران، از موسیقی پاپ غربی اثر گرفت. در دههٔ ۱۳۴۰ نیز نخستین شاخه‌های نوگرایی در موسیقی ایران، پدیدار شد. در اواسط دههٔ ۱۳۴۰، استودیوهای ایرانی با همراهی بارها و باشگاه‌های شبانه، به گسترش موسیقی جدید رایج در ایران کمک کردند. در این سال‌ها، شعر و موسیقی ایران، دگرگون شد و ستاره‌های موسیقی، یکی پس از دیگری بر روی صحنه رفتند.
در مورد موسیقی به‌طور دقیق‌تر، همان نیرویی که رضاشاه برای پرورش‌دهی فرهنگ ایران به کار می‌بست، در مورد سازمان‌های موسیقی کشورش نیز به کار گرفته‌بود. پی‌آمد این روش نظارتی، بنیان‌گذاری دو هنرستان موسیقی بود که یکی از آنان به موسیقی جهانی و آن یکی نیز به موسیقی ملی ایران می‌پرداخت. همچنین سازمان‌هایی دیگر همانند ارکستر سمفونیک تهران و ارکسترهای کوچک و بزرگ گوناگون پا گرفت. رضاشاه با همهٔ مانع‌هایی که ملاهای ایران در راه گسترش موسیقی می‌گذاشتند، به مبارزه می‌پرداخت و رنگ تیرهٔ ارتجاع را از بدنهٔ موسیقی سنتی ایرانی زدود. او هنرجویان را به اروپا فرستاده بود تا در بازگشت به ایران در زمینهٔ موسیقی کار کنند. کانون پرورش افکار در این دوره یکی از سازمان‌های درگیر موسیقی گردید. با همین اقدامات رضاشاه، هنرمندانی برجسته بار آمدند. مجله موسیقی در این دوره برای بار نخست یک سازمان پژوهشی عامیانهٔ فرهنگی تأسیس کرد.
در طول دههٔ ۱۹۶۰ کارشناسانی برای پایه‌ریزی زیرساخت گونه‌هایی از رقص در ایران به این کشور آورده شدند و گروهی نیز به غرب فرستاده شدند تا آموزش ببینند. سازمان بالهٔ ملی ایران در سال ۱۹۶۷ در تالار رودکی به شکل رسمی گشایش یافت که در سال‌های پسین به یکی از معتبرترین و در سطح جهانی، شناخته‌شده‌ترین سازمان‌های هنری کشور تبدیل گشت. صحنهٔ تالار رودکی تهران، با سطح بالای تولیدش و به دلیل امکانات ویژهٔ تکنیکی قرار داده شده در آن، در همهٔ خاورمیانه دارای جایگاهی ویژه برای اجرای برنامهٔ هنرمندان جهانی باله و اپرا شد. کم‌کم، هنرمندان سرشناس خارجی برای اجرا به ایران می‌آمدند و محتواهایی اختصاصی برای ایران تولید می‌کردند. در سال ۱۹۶۷، یک بنیان‌گذاری رقص دیگر با پشتیبانی دولتی، با نام سازمان ملی فولکلور ایران، تأسیس شد تا هم رقص محلی ایرانی را به شکل اصولی روی صحنه ببرد و هم نسخه‌های بالهٔ داستان‌های حماسی و شعر فارسی را به اجرا بگذارد. در همین حدود، گروه‌های رقص با پشتیبانی خصوصی نیز بنیان نهاده شدند. جدا از رقص‌های غیر بومی، برنامه‌ها برای رقص بومی ایرانی و سنتی نیز بسیار بودند و رقص سنتی نیز احیا گردید. رقص حرفه‌ای در این کشور در دوران پادشاهی محمدرضاشاه احترام و محبوبیت خود را بازیابی کرد. اجراهای رقص غیر سنتی بر پایهٔ نمونه‌های اروپایی در سالن‌های نمایش این دوران ارائه می‌شد. آنها شامل طراحی رقص و صحنه‌آرایی مفصلی بودند؛ عناصری که بخشی از شکل‌های رقص قدیمی‌تر ایران نبودند. افزون بر آموزش نوین، سازمان‌های رقص، جشنواره‌ها و غیره، در مجموع در این دوره تلاش‌های بسیاری نیز برای گردآوری و توسعه دادن سبک‌های مختلف رقص انجام شد؛ از رقص‌های محلی پیش از تاریخ که از رقص اصیل ایرانی به جا مانده است، تا باله کلاسیک و رقص‌های معاصر با الهام از فرهنگ و میراث ایرانی.

در اواخر دههٔ ۱۹۵۰ م، گروه هنر ملی با جذب برترین نمایشنامه‌نویسان، کارگردانان صحنه و بازیگران به برقراری دوبارهٔ تئاتر در ایران کمک کرد. بعدها، تلویزیون ملی ایران نیز از تشکیلات و نمایش‌های تئاتر در ایران، پشتیبانی می‌کرد. کارگاه نمایش (از ۱۳۴۸) از نمایش‌های وابسته به این رسانه است. در این دوران، دیگر عوامل اثرگذار در رشد تئاتر، پشتیبانی‌های تجاری و حکومتی بودند و اینها در کنار جشنواره‌های این دوره (همچون جشن هنر شیراز)، توانستند تئاتر ایران را نیرومند سازند.

کارگاه نمایش
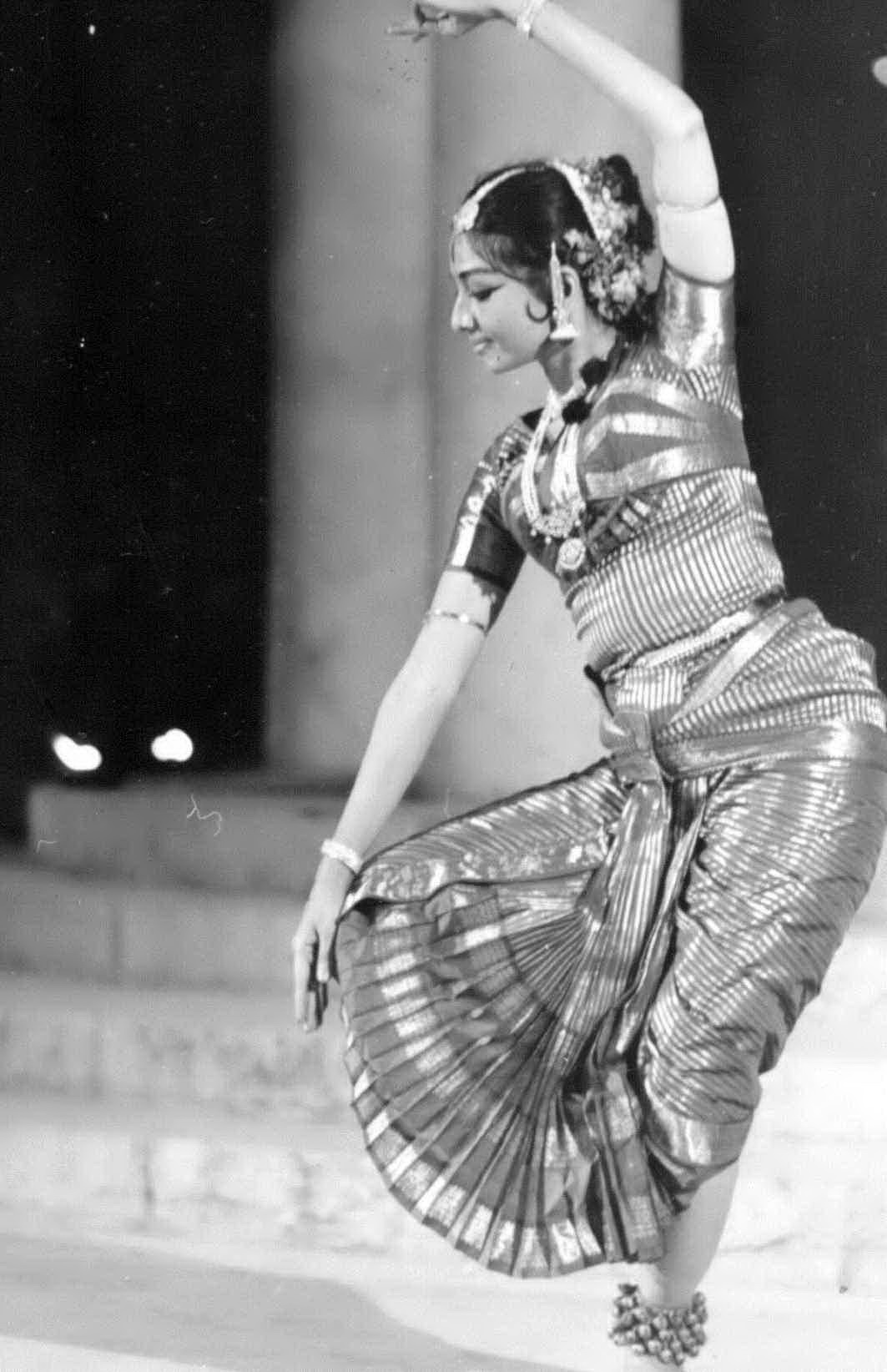
رقص بهارتاناتیام، جشن فرهنگ و هنر شیراز، ۱۳۴۹
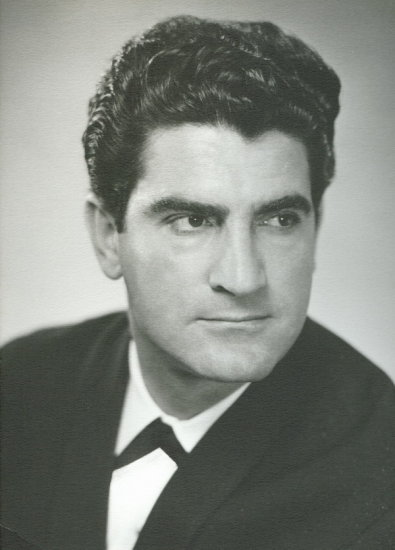
ویگن، «سلطان» پاپ و جاز ایران
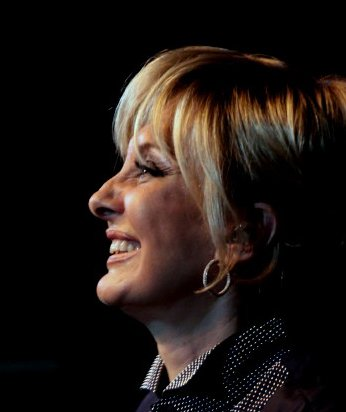
گوگوش، از خوانندگان سرشناس دوره که بعدها به یک نماد فرهنگی در ایران و خارج از این کشور تبدیل شد.
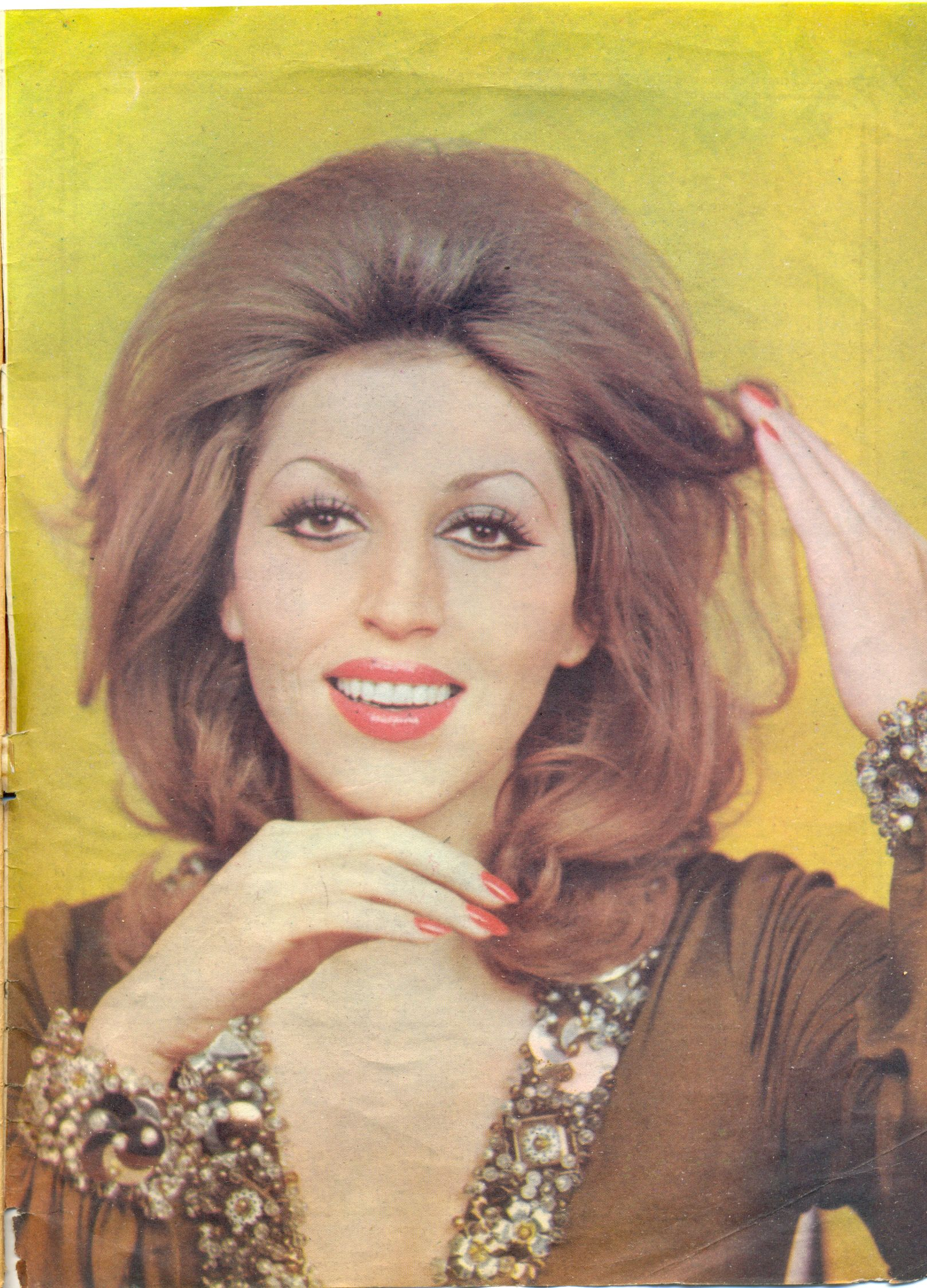
مهستی، از خوانندگان موسیقی سنتی و پاپ ایرانی در دوره

### هنر و طراحی

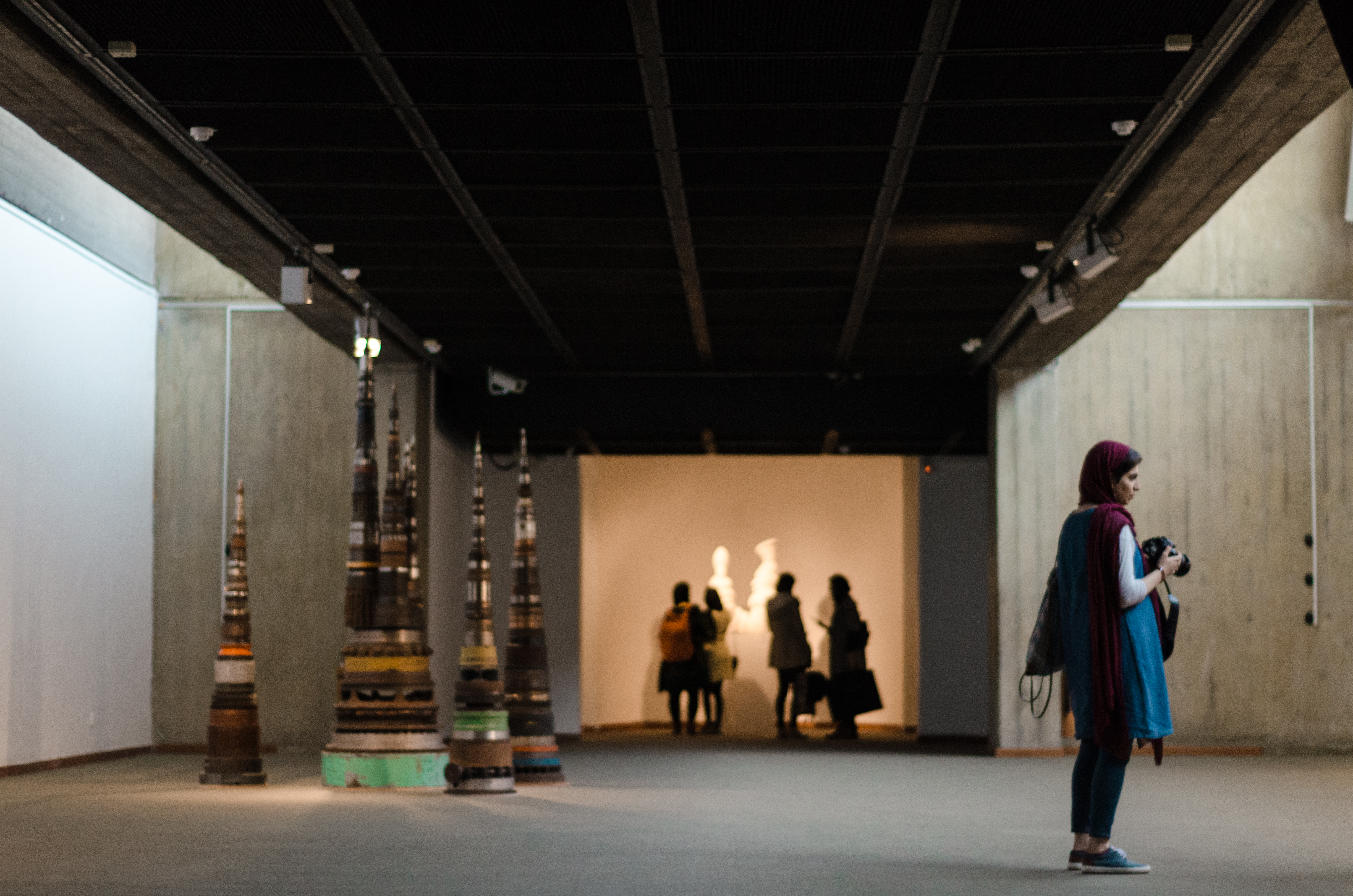
مجموعهٔ با ارزش موزهٔ هنرهای معاصر تهران، به کوشش و ابتکار فرح پهلوی خریداری و گردآوری شد.

نوگرایی، در هنر ایران، قدرت گرفته است و مهم‌ترین تحول در نوگرایی هنری در این کشور، حاصل تغییرات اجتماعی انجام شده توسط رضاشاه پهلوی است. حدوداً در میان سال‌های ۱۳۲۸ تا ۱۳۵۸، هنر نوین در ایران رشد قابل توجهی کرد و بسیاری از هنرمندان نامی معاصر این کشور، در آن دوران رشد و شکوفایی داشتند. روزنامه گاردین اعلام داشته است که آثار موزه هنرهای معاصر تهران، بزرگ‌ترین گنجینهٔ هنر مدرن، در بیرون از آمریکا و اروپای غربی است. در دوران شاهنشاهی پهلوی، گالری‌های خصوصی راه افتادند و وزارت فرهنگ و هنر نیز جشنواره‌های سالیانه‌ای را برگزار می‌کرد. جشن هنر شیراز از همان دوران آغازینش با توجه به ابتکار گماشتگی و گوناگونی برنامه‌هایش در میان جشنواره‌های موسیقی بین‌المللی موجود، برجسته بود.
نکته قابل توجه در مورد رضاشاه این است که در دوران پادشاهی وی که فرمانده‌ای نظامی بود، رنسانس هنری ایران شروع شد. حساسیت هنری رضاشاه تنها در برابر فرزندش جلوه نداشته و در سیاست‌گذاری کلان نیز جایگاه ویژه‌ای برای هنر و بایستگی رشد هنری ایران دیده بوده است. برگزار کردن هزاره فردوسی و دعوت از بزرگ‌ترین فردوسی‌شناسان و ایران‌شناسان جهان در سال ۱۳۱۳، از کارهای هنری در دوران او است. توجه به هنر ایران در هنگام پادشاهی رضاشاه در زمینهٔ موسیقی دارای برجستگی خاصی بود و رضاشاه سیستم ارزشی جامعهٔ ایرانی دربارهٔ موسیقی را دگرگون ساخت. اقدام‌های هنری در دوران پادشاهی محمدرضاشاه با ورود شهبانو، فرح پهلوی سرعت بالاتری گرفته و کیفیت آن‌ها نیز دوچندان گردید.
مهرداد پهلبد برای اجرای موسیقی ایرانی ارکستر کُر ملی ایران را پدیدآورد. در دوران او خانه‌های فرهنگ و هنر در شهرهای گوناگون ایران ساخته شدند و جشن فرهنگ و هنر نیز هرساله در سراسر ایران و حتی روستاها با فرستادن گروه‌های هنری، برگزار می‌گردید.

#### معماری

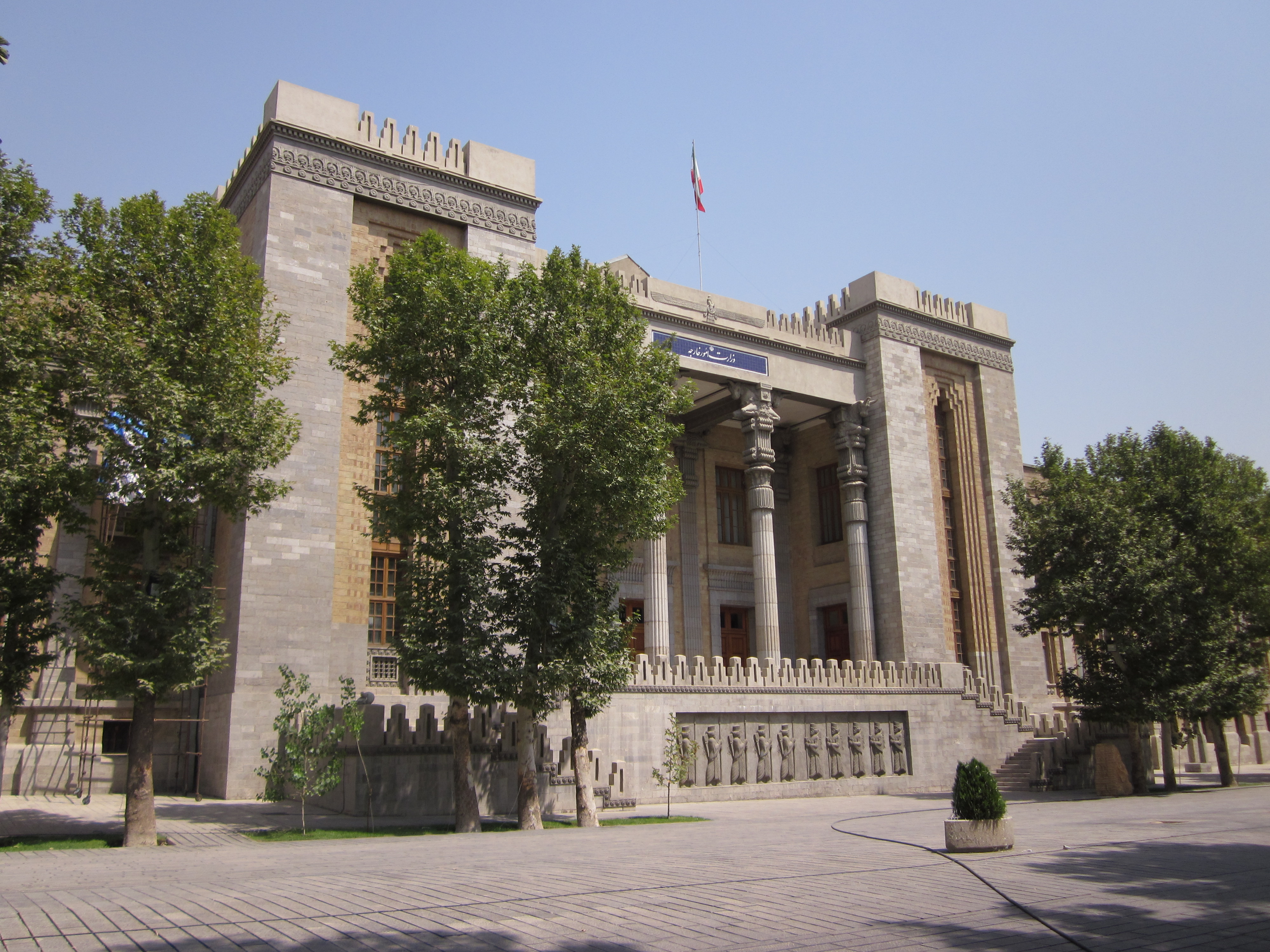
کاخ شهربانی (تهران)

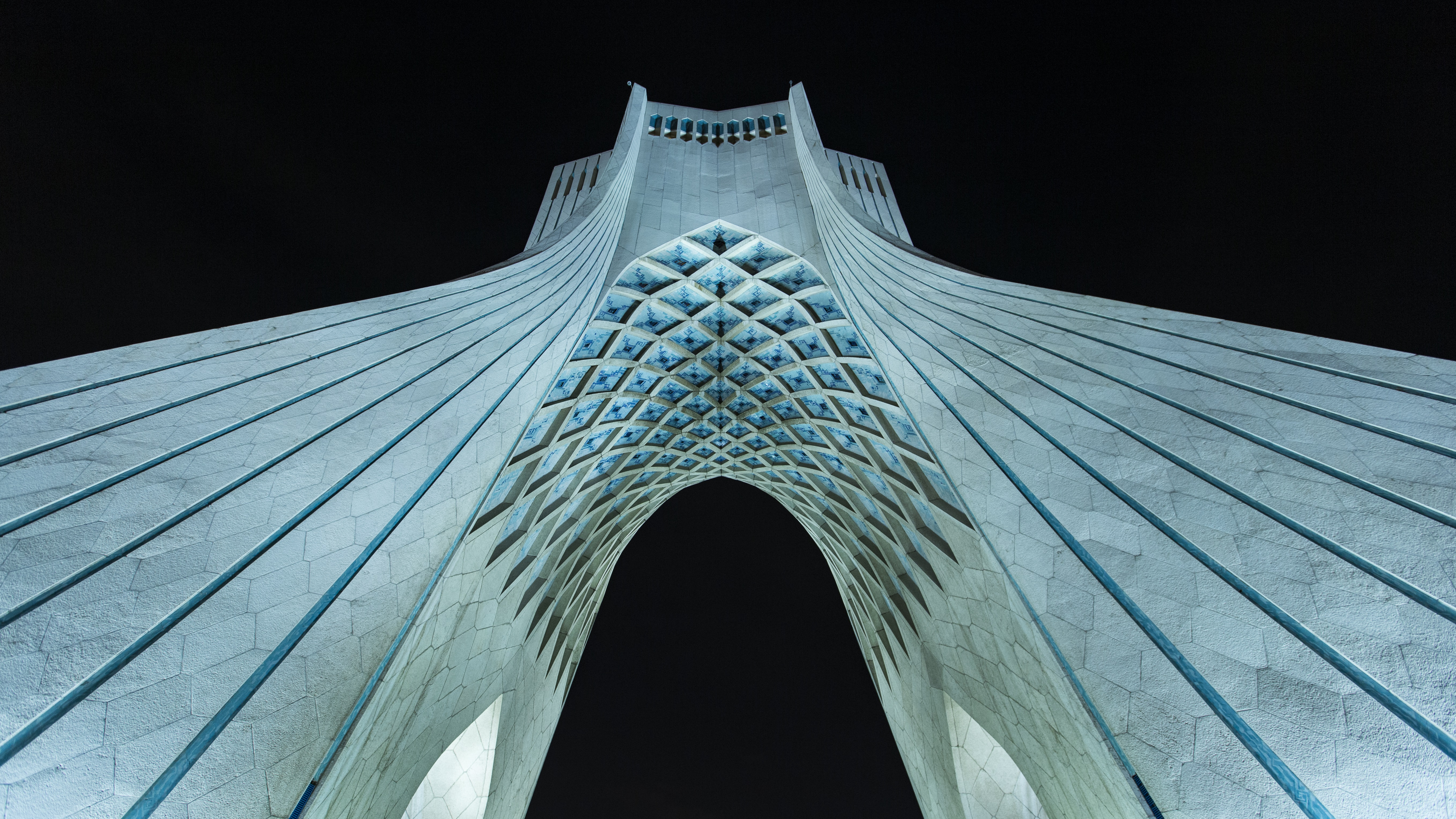
برج آزادی از معمار حسین امانت؛ معماری آن، تلفیقی از معماری هخامنشی، ساسانی و اسلامی است.

در دوران شاهنشاهی پهلوی، دو گونه معماری در ایران، گسترش داده شد؛ نخستین گونه، تقلیدی از سبک معماری غربی بود که ارتباط کمی با اقلیم این کشور داشت و دومین نوع، تلاشی در جهت احیای معماری بومی ایرانی بود. به تدریج، مسئولان ایرانی از تقلید کورکورانه از غرب، دلسرد شدند و به پشتیبانی از سبک‌های بومی ایرانی که برای رفع نیازهای نوین، اصلاح شده بودند، پرداختند. از برجسته‌ترین نمونه‌های معماری این دوران، برج آزادی است. همچنین دو دورهٔ برجستهٔ نفوذ معماری غربی در ایران وجود دارد که نخستین آن در دوران قاجار بود. در دورهٔ دوم نیز که کلاً در دوران پهلوی رخ داد، کل معماری ایران دگرگون شد و ساختمان‌هایی با عنوان و کارکرد غربی در این کشور، متداول شدند.
دفتر فرح پهلوی، شهبانوی ایران، سفارش ساخت‌وسازهایی داده است که برخی آوازه یافتند؛ در نمونه‌ای کار ساخت تئاتر شهر (تهران) در سال ۱۳۴۶ و به‌سفارش دفتر فرح پهلوی در باغ کافه شهرداری شروع گردید.

### رسانه‌ها
نخستین فرستندهٔ تلویزیونی در ایران، در سال ۱۳۳۷ ایجاد شد. به شکل کلی، گسترش تلویزیون در ایران، سرگرمی‌های سنتی دیگری چون شهر فرنگ را از میان برد. با وجود آنکه بازی‌های آسیایی ۱۹۷۴ (۱۳۵۳-تهران) با سیستم رنگی پخش شد، اما برنامه‌ریزی کامل تلویزیون رنگی، از چهار سال پس از آن، انجام شد.
تلویزیون با پخش کردن اخبار و برنامه‌های گوناگون آموزشی، اثری قابل توجه در افزایش آگاهی اجتماعی داشته است. نمایش مسابقه‌های گوناگون و پخش مستقیم سفر سرنشینان آپولو ۱۱ به کره ماه و جشن‌های ۲۵۰۰ ساله شاهنشاهی، نمونه‌هایی از برنامه‌های این دوره هستند. بر اساس گزارشی در ایسنا، «تلویزیون ملی ایران در هر هفته ساعت‌ها فیلم‌های خارجی به ویژه آمریکایی پخش می‌کرد. در این فیلم‌ها صحنه‌هایی از زندگی عاشقانه غربی، باغچه‌آرایی، پوشش ویژه زنان در غرب، شیوه سکونت و زندگی در خانه گرفته و تصویری از دنیای وسترن پخش می‌شد».

### سینما

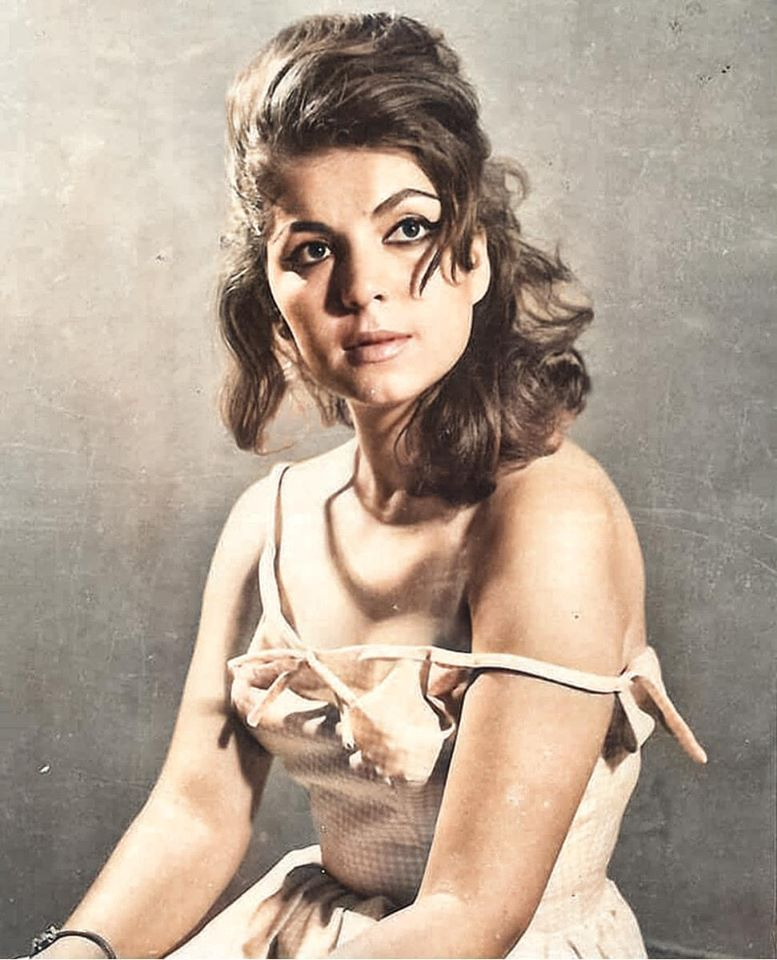
فروزان، «ستارهٔ بی‌بدیل سینمای پیش از انقلاب» که نام وی، تضمین‌گر فروش فیلم‌هایش شده بود.

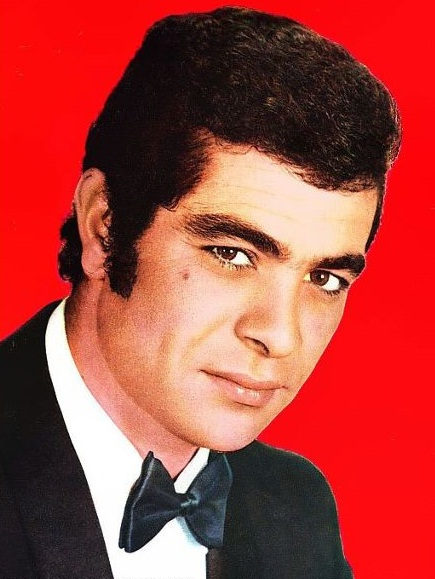
بهروز وثوقی که دستاوردهای داخلی و فرامرزی مهمی نیز داشته است.

نخستین سالن رسمی سینمایی در این کشور، در سال ۱۳۰۵ به نام سینما ایران در تهران ساخته شد. نخستین فیلم بلند سینمایی این کشور، آبی و رابی بود که در سال ۱۳۰۹ توسط اوانس اوگانیانس ساخته شد. نخستین فیلم صدادار ایرانی نیز فیلم دختر لر بود که در سال ۱۳۱۲ توسط اردشیر ایرانی ساخته شد. در دههٔ ۱۳۲۰ شرکت‌های سینمایی ایرانی پدیدار شدند و سینما میان مردم، عمومی‌تر شد.
در دههٔ ۱۳۳۰، پیشرفت سینما ادامه یافت و شهلا ریاحی با ساخت مرجان به نخستین کارگردان زن ایرانی تبدیل شد؛ در این دهه، پویانمایی وارد ایران شد و نخستین تلاش‌های ساخت پویانمایی ایرانی، در ادارهٔ کل فرهنگ و هنرهای زیبای تهران صورت گرفت. نخستین فیلم کوتاه پویانمایی در ایران، توسط اسفندیار احمدیه با عنوان ملانصرالدین در ۱۳۳۶ ساخته شد. در دههٔ ۱۳۴۰، سینمای فارسی‌زبان، یکی از دوره‌های اوج خود را تجربه کرد؛ فیلم‌هایی چون گنج قارون، گاو و قیصر در این دوران نمایش یافتند. بنیان‌گذاری نهادی که پخش‌کنندهٔ فیلم‌های کودکان هم باشد، با عنوان کانون پرورش فکری کودکان و نوجوانان در همین دهه، فرصتی مناسب برای شکل‌گیری سینمای فرهنگی در ایران شد. شرکت فیلم شب‌نشینی در جهنم به عنوان ساختهٔ مشترک دو کارگردان نامدار موشق سروری و ساموئل خاچیکیان در جشنواره فیلم برلین در سال ۱۳۳۷، حضور یافتن فیلم گاو در بخش مسابقهٔ جشنواره فیلم ونیز یا حضور پی‌درپی سه فیلم ایرانی در بخش مسابقهٔ جشنواره فیلم برلین میان سال‌های ۱۳۵۳ تا ۱۳۵۵ و معرفی شدن فیلم به آکادمی اسکار (چون باد صبا و دایره مینا) از نمونه‌های حضورهای فرامرزی سینمای ایران در دوران پیش از انقلاب ۱۳۵۷ هستند. اما جدای حضور فیلم‌های ایران در جشنواره‌های جهانی، این کشور خود نیز به یک میزبان مهم برای رویدادهای بین‌المللی سینما در جهان، تبدیل شد. جشنواره جهانی فیلم تهران در دههٔ ۱۳۵۰، مهم‌ترین جشنوارهٔ سینمایی آسیا به‌شمار می‌رفت.
پیش از انقلاب ۱۳۵۷، برای هر ۷۰ هزار نفر یک سینما وجود داشته است.

### ورزش
به عنوان دوره‌ای درخشان، تیم ملی فوتبال ایران در سال‌های ۱۹۶۸، ۱۹۷۲، ۱۹۷۴ و ۱۹۷۶ به قهرمانی در بالاترین سطح آسیا دست یافت و نخستین‌بار در سال ۱۹۷۸ به جام جهانی فوتبال راه پیدا کرد. در این دوران درخشان، باشگاه فوتبال تاج نیز در مسابقات باشگاهی قهرمانی آسیا ۱۹۷۰ به قهرمانی رسید. برخی از این موفقیت‌ها، با گرفتن میزبانی بالاترین رقابت‌های ورزشی آسیا توسط ایران، هم‌دوره بودند و میزبانی جام ملت‌های آسیا ۱۹۶۸ و ۱۹۷۶ نمونه‌های آن هستند.
پیش از انقلاب ۱۳۵۷، سیاست کلی ایران، مشوق حضور زنان در ورزش بود. عکس‌های فوتبالیست‌ها، ژیمناست‌ها، شناگران و ورزشکاران زن دیگر ایرانی روی جلد مجله‌های زنان و ورزشی این دوران، نشانی از این هستند که یکی از الگوهای زن پیروز و موفق، زنِ ورزشکار بوده است. ورزش، نمادی از قدرت و پیشرفت شده بود و زن قهرمان، عامل سربلندی کشور دانسته می‌شد. نخستین حضور زنان ایران در مسابقه‌های جهانی به بازی‌های آسیایی ۱۹۵۸ می‌رسد. المپیک ۱۹۶۴ توکیو نیز نخستین المپیکی شد که زنان ایران در آن شرکت می‌کردند. در سال ۱۹۶۶ نیز موفقیت‌های جهانی قابل توجهی توسط زنان کسب شد. ورزش زنان مورد توجه بود؛ در نمونه‌ای در فوتبال که بعدها به پرهوادارترین ورزش ایران تبدیل شد، به شکل رسمی پیشینهٔ فوتبال زنان در ایران به دههٔ ۱۳۴۰ برمی‌گردد. باشگاه تاج پیشگام باشگاه‌های ایرانی در ایجاد تیم دختران بود و کمی بعد نیز پرسپولیس، دیهیم و عقاب تهران، نخستین باشگاه‌های دیگری بودند که تیم‌های رسمی زنان تشکیل دادند. مسابقات فوتبال باشگاهی هم‌طراز با مردان برای زنان ایرانی در نظر گرفته شده بود.

مسابقات بین‌المللی برجسته‌ای را نیز ایران میزبانی می‌کرد. در نمونه‌ای، تهران نخستین شهر در خاورمیانه شد که میزبانی بازی‌های آسیایی را می‌گیرد. تهران میزبان بازی‌های آسیایی ۱۹۷۴ بود و همزمان با آن، مجموعهٔ ورزشی آریامهر به عنوان یکی از پیشرفته‌ترین‌های آن دوران، در ۱۰ شهریور ۱۳۵۳ گشایش یافت. از دید بنیان‌گذاری نیز در نمونه‌ای، فدراسیون هندبال آسیا، در سال ۱۳۵۳ رسماً در تهران ایجاد گردید.

قهرمانی تیم ملی فوتبال ایران در جام ملت‌های آسیا ۱۹۶۸
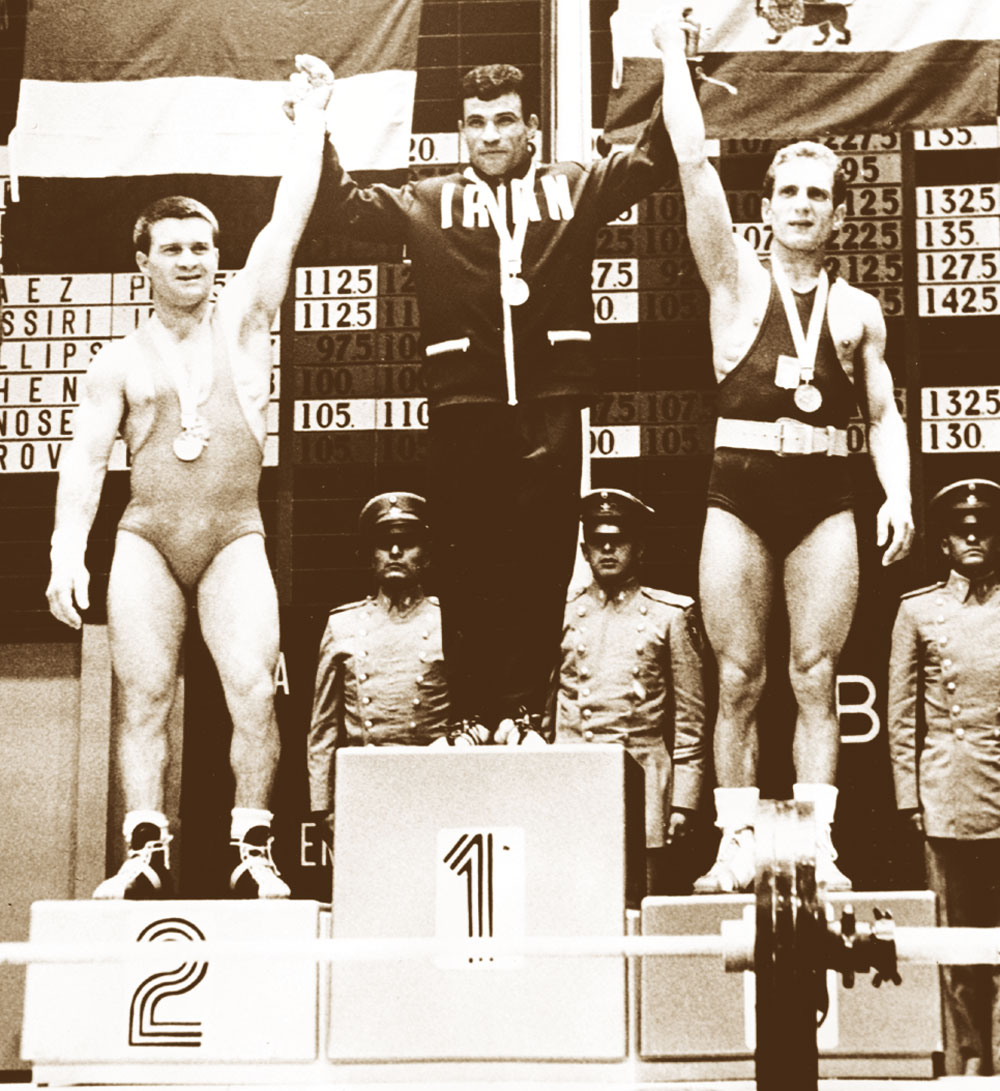
محمد نصیری، پس از دستاوردهای جهانی‌اش، به تالار مشاهیر فدراسیون بین‌المللی وزنه‌برداری نیز راه یافت.
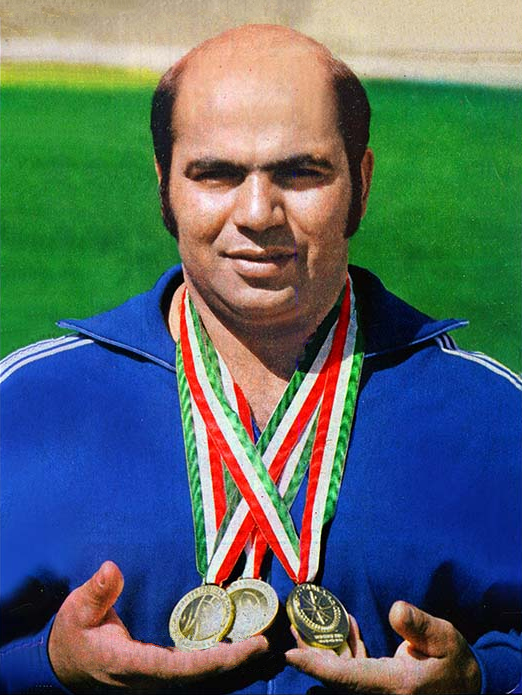
هوشنگ کارگرنژاد و مدال‌هایش در بازی‌های آسیایی ۱۹۷۴ تهران
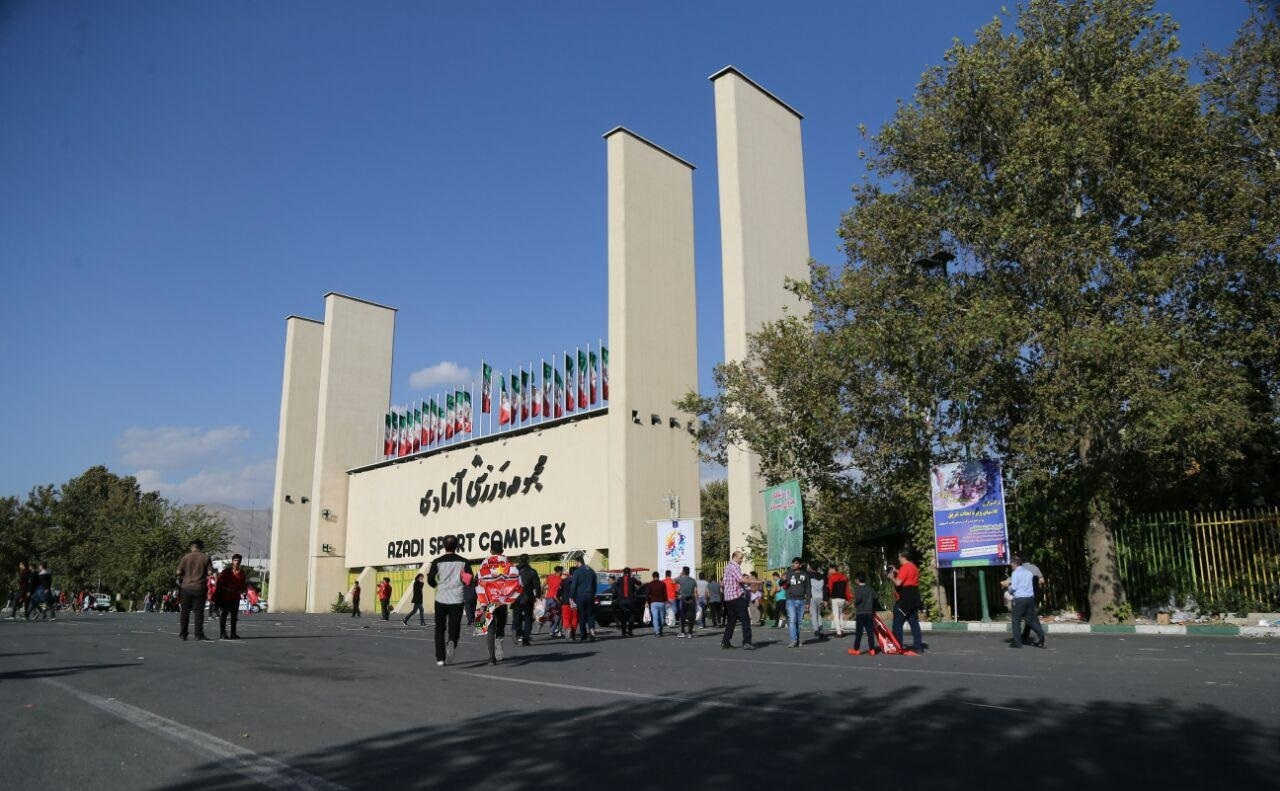
مجموعه ورزشی آزادی که تا سال‌ها از بزرگ‌ترین‌ها در جهان بود.
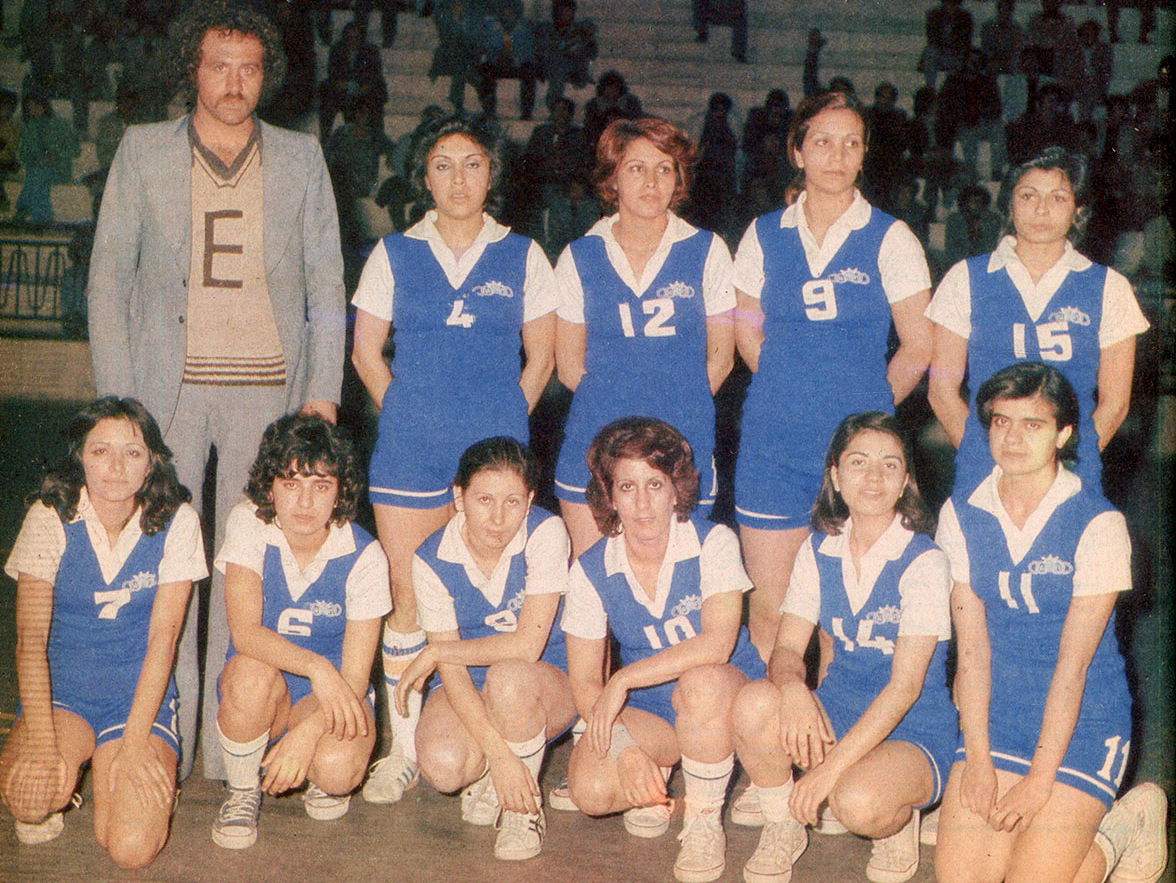
باشگاه بسکتبال زنان تاج
باشگاه فوتبال زنان پرسپولیس

### مد و پوشاک
کشمکش‌هایی پیرامون پوشاک در ایران شکل گرفت تا دوران رضاشاه پهلوی که نقش عمده‌ای در تغییر پوشاک مردم ایران داشت. دوران پادشاهی وی، نقطهٔ اوجی از تغییر ناگهانی پوشاک بود. تا سال ۱۳۱۴، کلاه پهلوی با فشار حکومتی به مد ایران تبدیل و در میان مردم، رایج شد. کمی بعد نیز کلاه شاپو رواج یافت. کشف حجاب در ایران نیز رویداد مهم دیگری است که در همان سال ۱۳۱۴ رخ داد؛ پیش از این تغییر پوشاک حکومتی، زنان ایرانی از پوشاکی چون چادر سیاه و روبنده استفاده می‌کردند.
در همین دوران، تهران دارای برندهای پوشاک بومی و رویداد مد بوده است. رویداد مد هاکوپیان، در نیمهٔ نخست دههٔ ۱۳۵۰، از نخستین رویدادهای مد در تهران بود که مورد توجه رسانه‌های بزرگ خارجی قرار گرفت. این رویداد مد در هتل کنتینانتال تهران برگزار شد و این نخستین‌بار بود که یک مدساز ایرانی به شکلی مستقل، نمایش مدی را در چنین سطحی برگزار کرده بود. این رویداد به شکل گسترده‌ای توجه رسانه‌های داخلی و خارجی آن زمان را به خود جلب نمود. خبرگزاری رویترز اخباری از رویداد را به خارج از کشور مخابره کرد و در مورد چند نمونه از مدل‌های ارائه شده اظهار نظر نمود و اعلام کرد که بخشی از مدل‌ها، الهامی از لباس‌های دههٔ ۱۹۳۰ در اروپا بوده است. پیش از انقلاب ۱۳۵۷، در جزیره کیش نیز رویدادهای مد و پوشاک ایرانی برگزار می‌شد. جشنواره‌های ملکه زیبایی درون ایران، پس از انقلاب ۱۳۵۷، دیگر برگزار نشدند و آخرین مراسم گزینش ملکهٔ زیبایی ایران، در سال ۱۳۵۷ در این کشور برگزار گردید.

## کشمکش با روحانیت
نهاد روحانیت شیعه در ایران با پدیداری پادشاهی رضاشاه کم‌کم دریافت که نمی‌تواند همانند دوران قاجاریان در کارهای کشورداری نیز ورود و مشارکت داشته باشد. رضاشاه روحانیان کشورش را در حد کارهای سنتی خودشان یعنی تربیت مذهبی، روضه‌خوانی و رسیدگی به شرع محدود کرد و از نگاه او، نهاد روحانیت آخوند و ملا تربیت می‌کرده و به «خرافه پرستی» مردمان دامن می‌زده است. اما چنین نگاهی از سوی رضاشاه، مخالف‌هایی میان گروهی از طلاب داشته است و آنان امید داشتند که با فعال شدن دوبارهٔ حوزه علمیه قم با مدیریت عبدالکریم حائری‌یزدی، مجتهد و مرجع شیعه نجف که به قم رفته بود، بار دیگر روحانیت ایران جایگاهی به دست آورد. هرچند که با وجود این انتظارها در آن دوره، حائری‌یزدی از دخالت کردن در سیاست و سرشاخ شدن با برنامه‌های نوگرایانهٔ رضاشاه پرهیز کرد. او در مواردی حتی از اعتراض روحانیان ایرانی به اقدامات رضاشاه، پیشگیری کرده است. به صورت کلی، روحانیت شیعه در دوران پهلوی اول، «حاشیه نشین» بوده است. به گزارش تسنیم، « روح‌الله خمینی سیاست‌های ضد روحانیت رضاشاه را در راستای منافع کشورهای غربی می‌دید». این رسانه همچنین اعلام داشته است که «روی کار آمدن رضاشاه را می‌توان آغاز سرکوب اندیشه‌های دینی و سنتی در جامعه ایرانی دانست. در این دوره، شاهد کاهش نفوذ روحانیت و محدود شدن فعالیت آنان در امور سیاسی، حقوقی، اجتماعی و اقتصادی هستیم».
در کل، ارتباط روحانیت شیعه با شاهنشاهی محمدرضا شاه، چگونگی متفاوتی را نسبت به دوران پیشین (رضاشاه) داشت. پس از حضور متفقین در ایران و با وجود جریان‌های جدایی‌خواه و جریان‌های فکری چپ، شاه جدید ایران با مشورت‌هایی از اطرافیان خود برای نزدیک کردن روحانیت به شاهنشاهی، دست باز عمل کرد. به دنبال چنین رویکردی، شماری از روحانیان از تبعید بازگردانده شدند و اقدام مهم بعدی، انتقال دادن مرجعیت شیعه از نجف به ایران بود. همچنین برخی گزارش‌ها می‌گویند که برای فروکش کردن برخی جریان‌های جدایی‌خواهی از کشور از روحانیت بهره برده شد؛ اگرچه گزارشی رسمی نبوده است. دههٔ ۱۳۴۰ و نخستین دوران دههٔ ۱۳۵۰ برای نهاد روحانیت شیعه در ایران، دوران توجه داشتن به «اسلام سیاسی» به جای آموزش دینی و موعظه‌گری بوده است. اجرایی‌شدن برنامه‌های دولت ایران مانند اصلاحات ارضی و حق رأی زنان در این کشور و تظاهرات ۱۵ خرداد و برخورد با روحانیت به روحانیان این کشور این شانس را داد تا به برنامه‌های شاهنشاهی پهلوی اعتراض کنند. در ادامه، همین اعتراض‌ها بود که توانست نهاد روحانیت ایران را به آستانهٔ انقلاب ۵۷ ببرد. زنجیره‌ای از اقدامات محمدرضا شاه از سال ۱۳۵۴ علیه علمای اسلامی باعث شد تا آن‌ها، نیروهای انقلابی برای سرنگونی شاه را به حرکت در بیاورند. از جمله این اقدامات، موارد زیر را می‌توان برشمرد: تخریب بازاری قدیمی پیرامون مشهد، اعلام تقویم شاهنشاهی به جای تقویم هجری اسلامی، موافقت با طرح‌های کاهش بودجه جمشید آموزگار برای لغو یارانه که نخست‌وزیر پیشین هویدا از سال ۱۹۶۵/ ۱۳۴۴ به روحانیان می‌پرداخت (یارانه‌ای که برای جبران کاهش درآمدهای حاصل از وقف، حاصل از اجرای فاز دوم اصلاحات ارضی به روحانیون پرداخت می‌شد)، آخرین از این سری اقدامات، انتشار مقاله توهین‌آمیزی با عنوان ایران و استعمار سرخ و سیاه در روزنامه نیمه‌رسمی اطلاعات به تاریخ هفت ژانویه ۱۹۷۸ (۱۷ دی ۱۳۵۶) علیه خمینی بود. مقاله‌ای که احتمالاً توسط وزارت اطلاعات تهیه شده‌بود. تظاهرات خشونت‌آمیز طلاب اسلامی قم، سرکوب گردید. سپس از این زمان نهضت انقلابی-اسلامی خمینی و زنجیره‌ای از اعتراضات در دوره‌های چهل روزه (به تقلید از سنت عزاداری در شیعه) شکل گرفت. خمینی در یک مصاحبه در ۹ مه سال ۱۹۷۸ (۱۹ اردیبهشت ۱۳۵۷) با روزنامه لوموند، سرنگونی و برچینی رژیم پهلوی و قانون اساسی ایران را خواستار شد.
کشمکش نزدیک روحانیت با سران این دوره، پس از انقلاب ۱۳۵۷ نیز ادامه یافت. روحانی شیعه، صادق خلخالی، در سال ۱۳۵۸ پس از انقلاب اسلامی، در یک گفتگو با رسانهٔ امید ایران، در اشاره به پیش از انقلاب گفت: «وقتی جنازه رضاخان را می‌آوردند ما بنزین تهیه کردیم که جنازه را آتش بزنیم ولی متأسفانه نشد». صادق خلخالی، نخستین حاکم شرعی دادگاه‌های انقلاب در ایرانِ جمهوری اسلامی، که احکام مربوط اعدام فراوانی را نیز برای خدمت‌گذاران شاهنشاهی پهلوی صادر کرد، در خاطراتش، از خراب کردن آرامگاه رضاشاه در اردیبهشت ۱۳۵۹ گفته است: «ما به دفتر امام خمینی رفتیم… و گفته شد زمان آن فرا رسیده است که مقبره پهلوی خراب شود. ما می‌خواستیم به او و یارانش نشان دهیم که دیگر در ایران هیچ ریشه و پایه و خانه‌ای ندارد». این کار با استعلام از شخص خمینی انجام شد.

## حقوق بشر
یکی از مهم‌ترین دستاوردهای حکومت پهلوی، جلوگیری از نقض حقوق غیر مسلمانان در ایران بود.